# エディルネ
エディルネ（土: Edirne、希: Αδριανούπολη、勃: Одрин）は、歴史的にはアドリアノープルとして知られ、トルコの東トラキアにあるエディルネ県の北西部に位置する都市である。ギリシャとの国境から7km、ブルガリアとの国境から20kmの場所に位置し、1360年代から1453年にコンスタンティノープルが首都となるまで、オスマン帝国で2番目の首都であった。
この都市は、織物、絹、カーペット、農産物の商業中心地であり、観光産業も成長している。エディルネ県とエディルネ地区の行政庁所在地である。2022年時点の人口は180,002人である。
2024年3月31日の地方選挙では、10年間市長を務め、再出馬しなかったレジェップ・ギュルカンの後任として、弁護士のフィリス・ゲンジャン・アクンがエディルネ市の新市長に選出された。

## 名前と語源
この都市は、ローマ皇帝ハドリアヌスにちなんでハドリアノポリス（Hadrianopolis、英語ではAdrianople、ギリシャ語ではἉδριανούπολις）として、かつてのギリシャの都市オレスティアスの跡地に創建された。このオレスティアス自体は、ウスクダマという名の、より古いトラキア人の集落の上に築かれたものであった。オスマン帝国時代の名称エドゥリネ（Edrine、ادرنه）は、ギリシャ語の名前に由来する。英語では、トルコが1928年にラテン文字を採用するまでアドリアノープル（Adrianople）という名称が使われていたが、その後エディルネ（Edirne）が国際的に認知される名前となった。ブルガリア語では、この都市はОдрин（オドリン）として知られている。

## 歴史

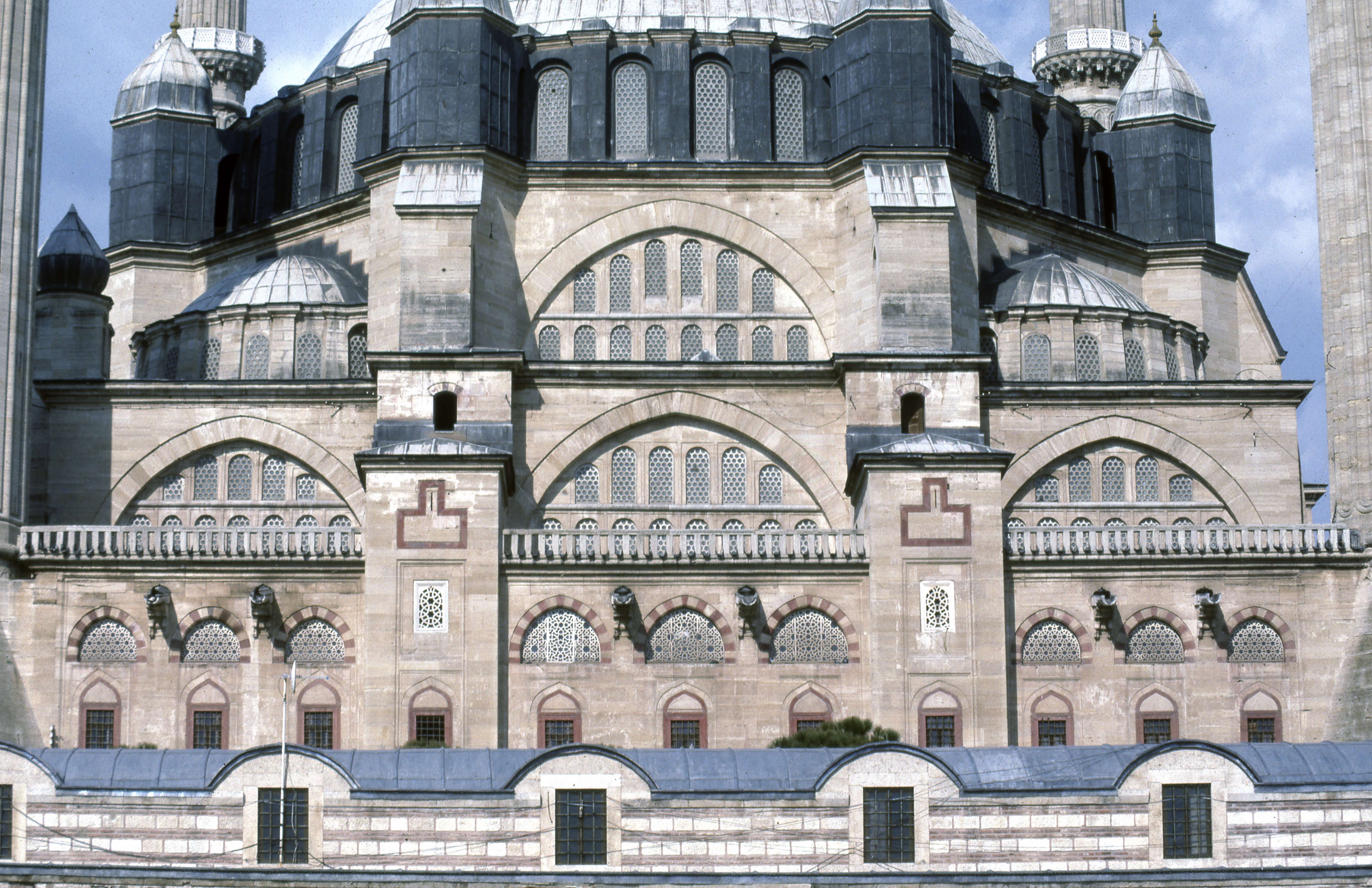
セリミエ・モスクの外観。ミマール・スィナンはイスタンブールのシェフザーデ・モスクを弟子時代の作品、スレイマニエ・モスクを職人時代の作品、そしてセリミエ・モスクを自身の傑作と呼んだ。彼はこれを完成させたとき85歳であった。

### 古代
この都市は、ローマ皇帝ハドリアヌスによってオレスティアス（神話上の創設者オレステスにちなんで名付けられた）の地に再建された。このオレスティアス自体は、ウスカダマ（Uskadama、Uskudama、Uskodama、Uscudama）として知られる、以前のトラキア人の集落の上に築かれたものであった。ハドリアヌスは都市を発展させ、記念碑で飾り、その名をハドリアノポリス（Hadrianopolis）と改めた（これは後にアドリアノポリス（Adrianopolis）と発音され、英語化されてエイドリアノープル（Adrianople）となった）。リキニウスは324年にここでコンスタンティヌス1世に敗れ、皇帝ウァレンスは378年のアドリアノープルの戦いでここでゴート族によって殺害された。

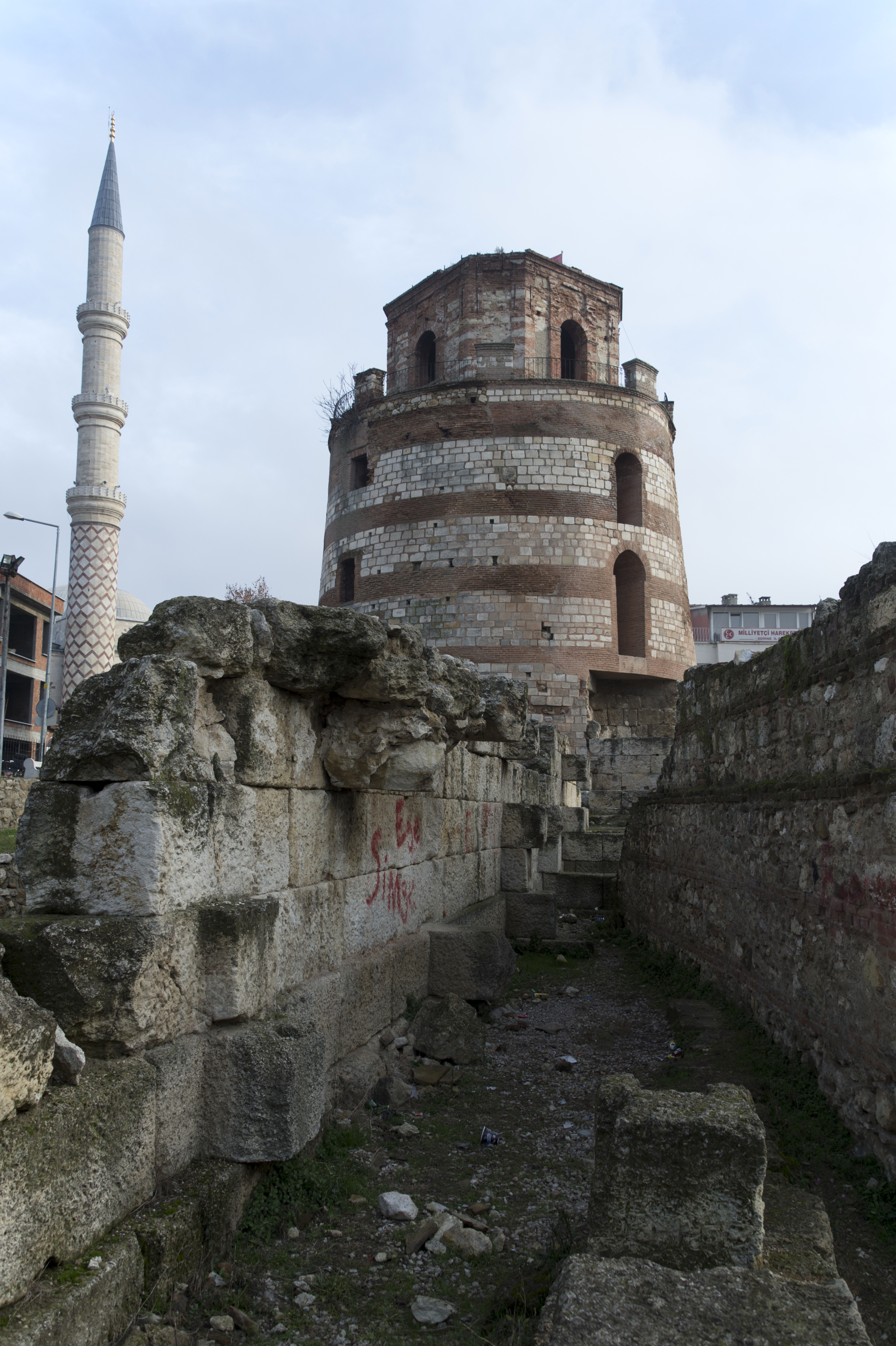
いわゆる「マケドニアの塔」の隣にあるローマ時代の城壁の遺跡。

### 中世および初期オスマン時代
813年、この都市はブルガリアのハーン、クルムによって一時的に占領され、住民はドナウ川北方のブルガリアの地へと移された。
コンスタンティノープルのラテン帝国時代、1205年に十字軍はアドリアノープルの戦いで第二次ブルガリア帝国の皇帝カロヤン・アセンに敗れた。1206年、ラテン政権はアドリアノープルとその周辺地域を、ビザンツ貴族テオドロス・ブラナスに世襲の封土として与えた。エピロス専制公テオドロス・コムネノスは1227年にこの地を手に入れたが、3年後のクロコトニツァの戦いでブルガリア皇帝イヴァン・アセン2世に敗れた。
1362年、スルタンムラト1世率いるオスマン・トルコがトラキアに侵攻し、ムラトはアドリアノープルを占領した（おそらく1369年、日付については議論がある）。この都市はトルコ語でエディルネ（Edirne）となり、トルコ語の発音を反映している。ムラトはオスマン帝国の首都をブルサからここに移した。メフメト2世（スルタン・メフメト2世）はアドリアノープルで生まれ、そこでタシュケプリュザーデが『Şakaiki Numaniye』の中で「何の重要性もない、ある種の呪われた者たち」と評したフルフィー教の影響を受けた。彼らは異端者としてマフムト・パシャによって火あぶりにされた。
この都市は、1453年にメフメト2世がコンスタンティノープル（現在のイスタンブール）を攻略し、首都をそこに移すまで、オスマン帝国の権力の座であり続けた。初期オスマン帝国にとってのエディルネの重要性は、旧宮殿（Eski Sarayı）が大部分破壊され、比較的わずかな遺跡しか残っていないにもかかわらず、今日まで生き残っている初期オスマン時代のモスク、マドラサ、その他の記念碑が多数存在することからも説明される。また、この時代のオスマン帝国エディルネ宮殿には写本工房があった証拠も存在する。
世界最長の中世の石橋であるウズンキョプリュ橋は、アナトリア半島とバルカン半島をエルゲネ川で結んでおり、1426年から1443年にかけてオスマン帝国のスルタン、ムラト2世の治世中に、主任建築家ミュスリヒッディンによって建設された。

### 後期オスマン時代
エディルネ（アドリアノープル）がオスマン帝国の心の中で重要な位置を占め続けたことは、スルタンメフメト4世がコンスタンティノープルのトプカプ宮殿を離れ、1693年にここで亡くなったという事実にも表れている。 オスマン帝国へのイギリス大使夫人であったメアリー・ワートリー・モンタギュー夫人は、1717年の春にエディルネ（当時はアドリアノープル）で6週間を過ごし、そこでの体験を彼女の著作『トルコ大使館からの手紙』に記している。トルコの衣装を身に着けたモンタギュー夫人は、アフメト3世のスルタン・アフメト3世がモスクへ向かう行列を目撃し、彼の大宰相であるダーマート・イブラヒム・パシャの若き花嫁となる女性を訪れ、セリミエ・モスクを案内された。

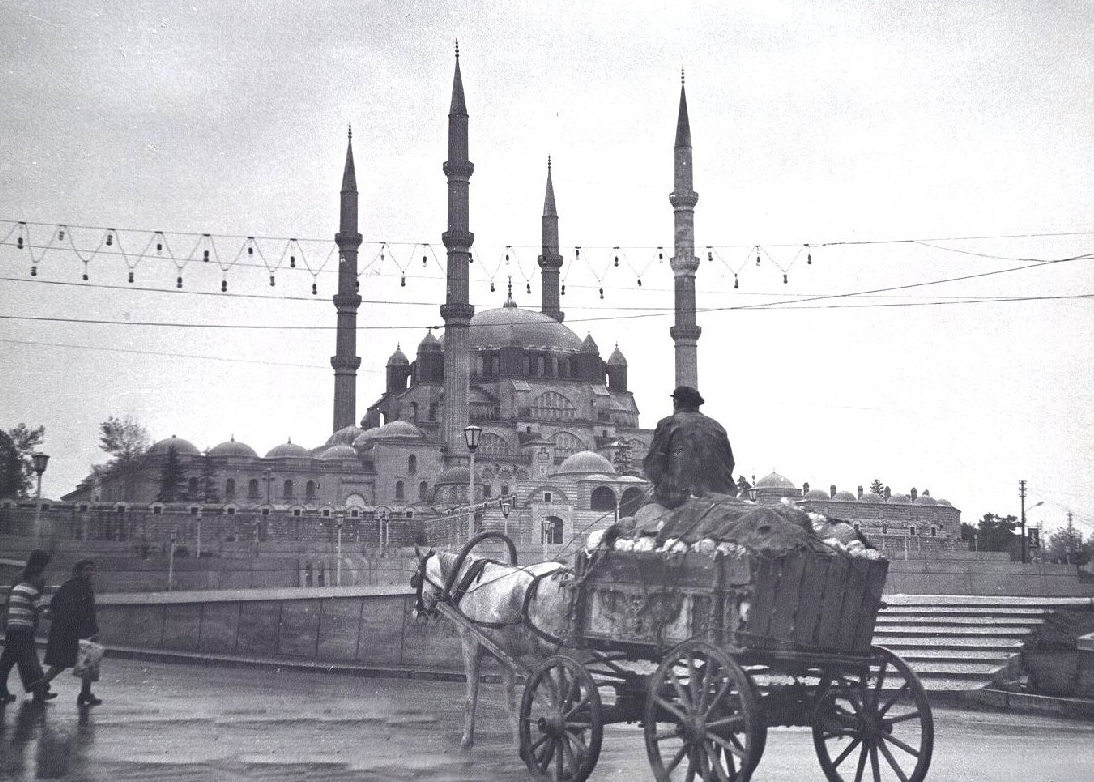
20世紀初頭のエディルネにあるセリミエ・モスク。

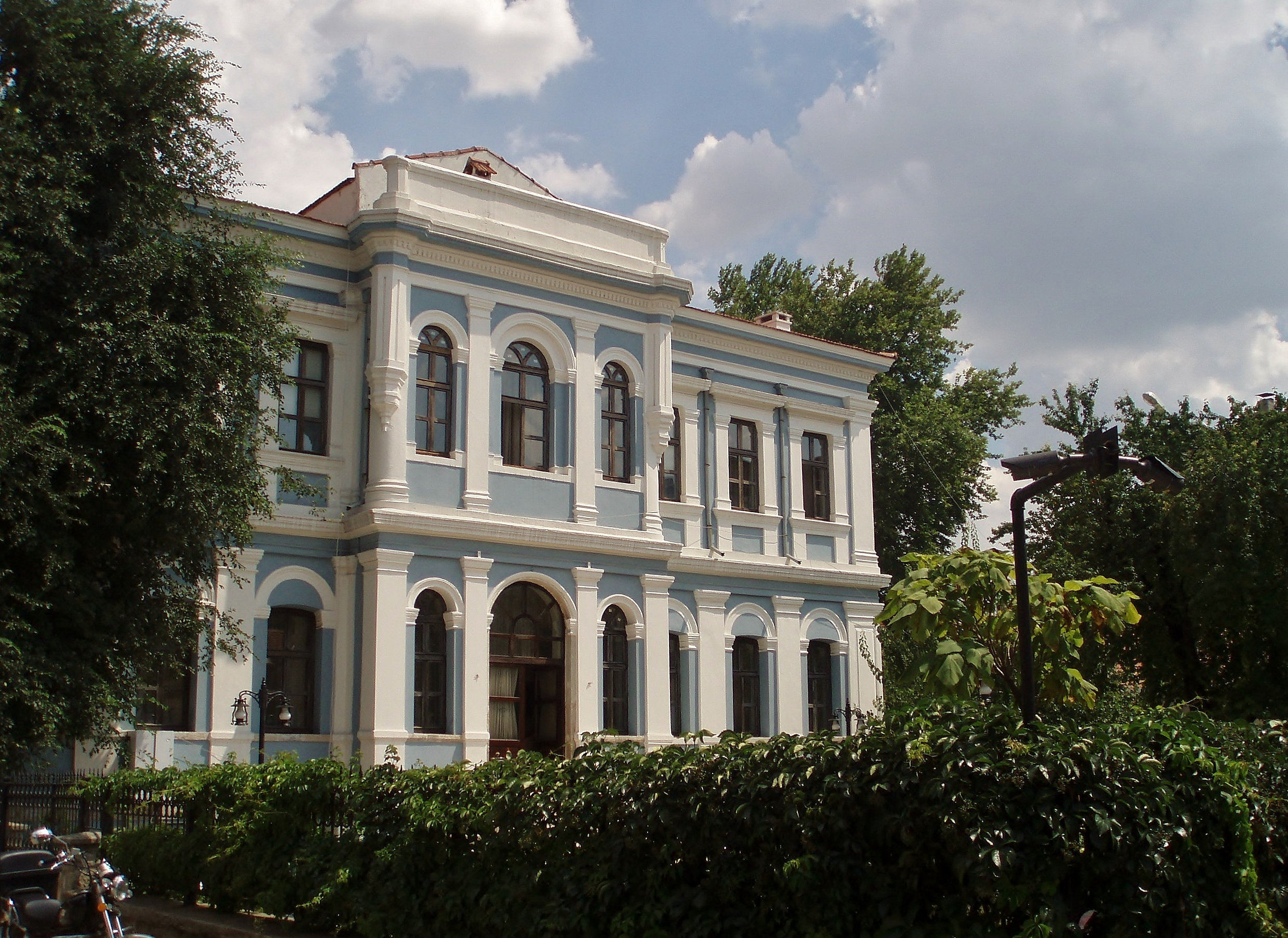
アドリアノープルのザッペイオン・ギリシャ女子中央学校、エディルネのギリシャ人女子学校（1884年）。

アドリアノープルは、1829年のギリシャ独立戦争中、および1877年から1878年の露土戦争中に、帝政ロシア軍によって短期間占領された。この都市は1905年に火災に見舞われた。当時、人口は約80,000人で、そのうち30,000人がトルコ人、22,000人がギリシャ人、10,000人がブルガリア人、4,000人がアルメニア人、12,000人がユダヤ人、そしてさらに2,000人が分類不能な民族・宗教的背景を持つ市民であった。

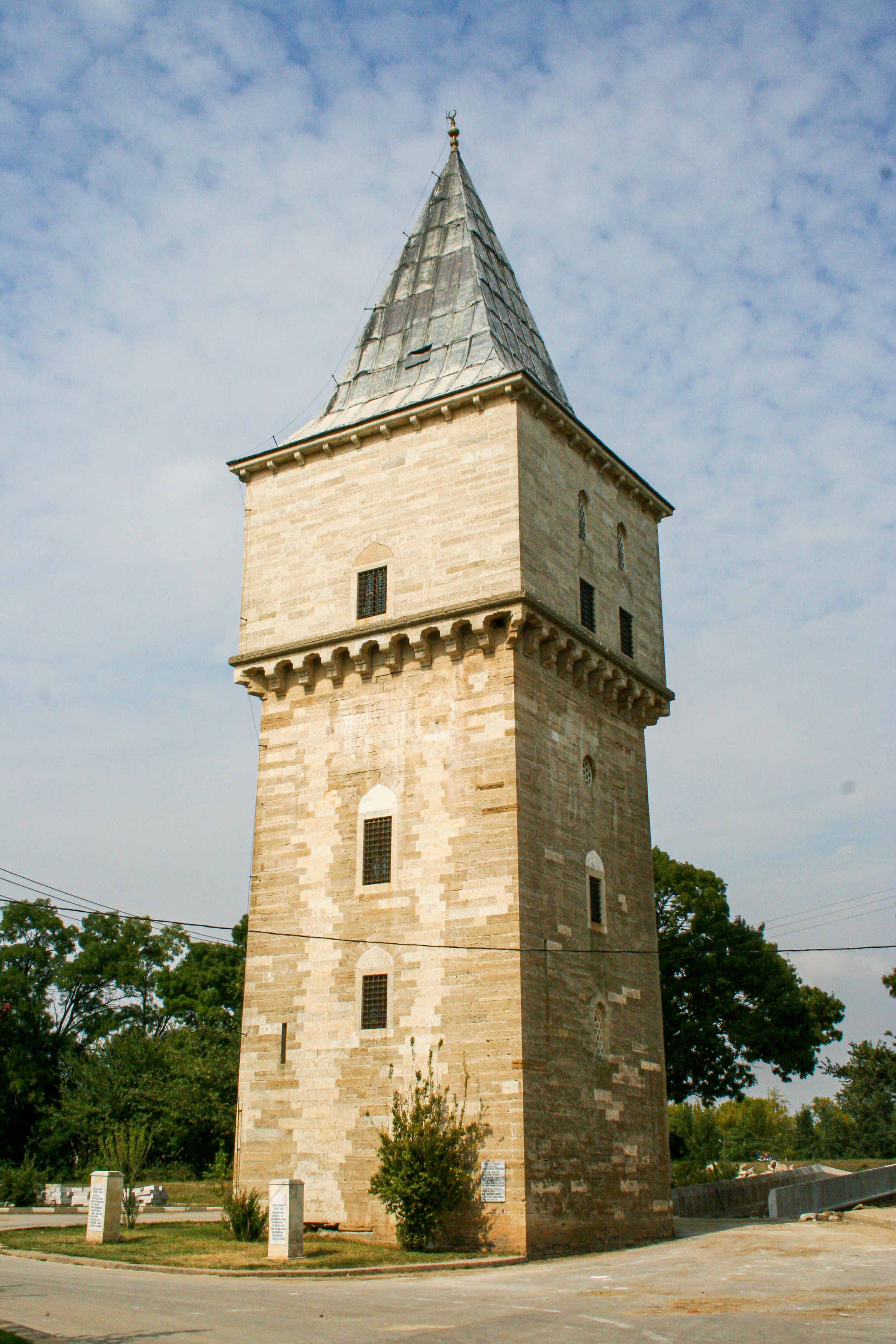
エディルネ宮殿の一部であるアダレトの塔。

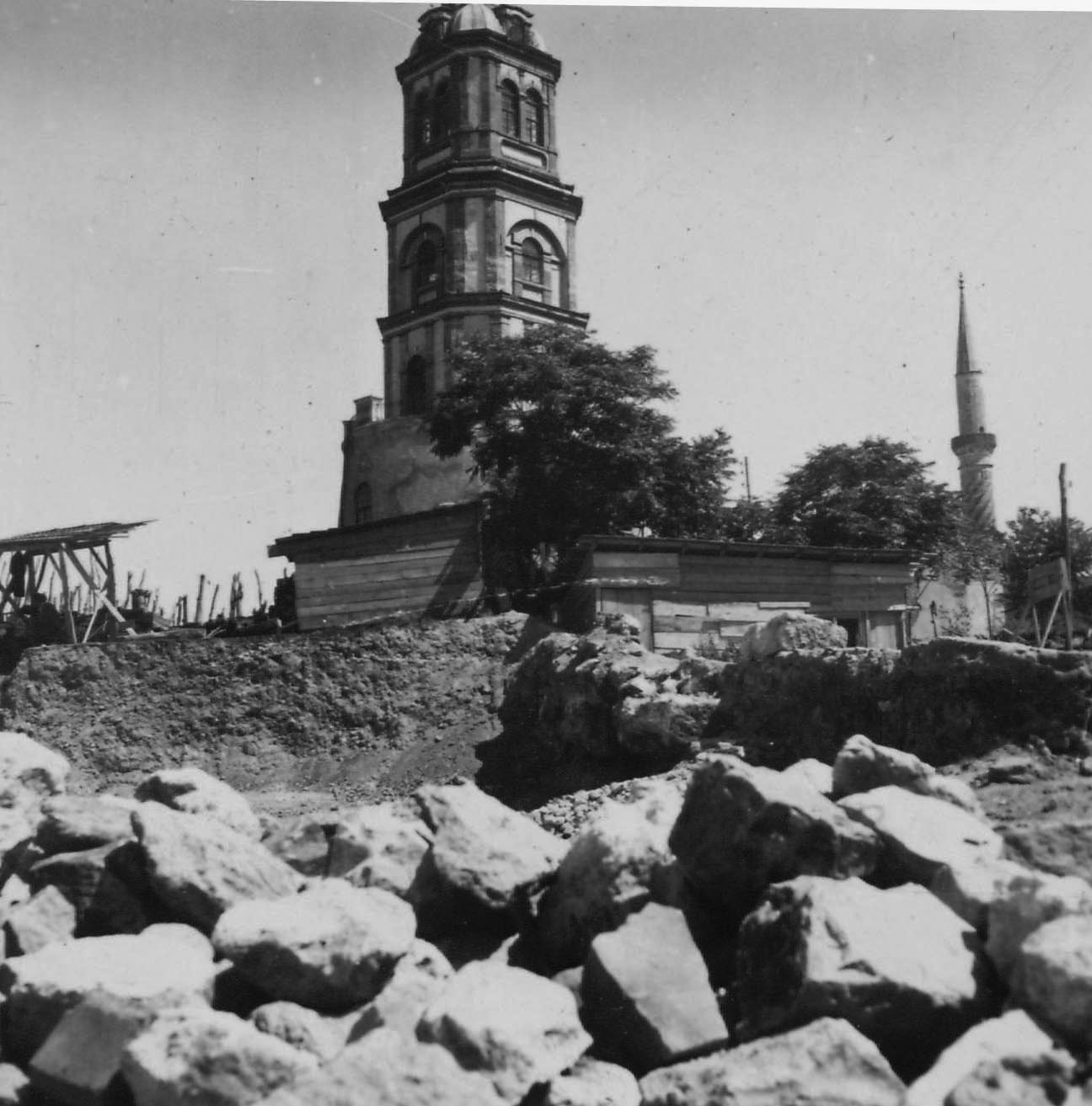
20世紀初頭にエディルネの時計塔に改築された後のマケドニアの塔。

アドリアノープルは、1912年から13年のバルカン戦争において、コンスタンティノープルと東トラキアを防衛する上で不可欠な要塞であった。1913年にアドリアノープル包囲戦の後、ブルガリアによって短期間占領された。列強国（イギリス、イタリア、フランス、ロシア）は、第一次バルカン戦争の冬季休戦期間中にオスマン帝国にアドリアノープルをブルガリアに割譲するよう圧力をかけようとした。政府がこの都市を放棄する意志があるとの見方が、コンスタンティノープルのオスマン政府にスキャンダルを巻き起こし（アドリアノープルは帝国の旧都であったため）、エンヴェル・パシャ率いる統一と進歩委員会（CUP）による1913年オスマン帝国クーデターにつながった。クーデターで勝利したものの、CUPは春に戦闘が再開されると、ブルガリアによる都市の占領を阻止することはできなかった。列強からの絶え間ない圧力にもかかわらず、オスマン帝国は公式にこの都市をブルガリアに割譲することはなかった。
エディルネは、第二次バルカン戦争中に、この地域のブルガリア軍が崩壊した後、エンヴェル・パシャ（彼は自身をムラト1世に次ぐ「アドリアノープルの第二の征服者」と宣言した）の指揮の下、オスマン帝国によって迅速に再征服された。
市の全アルメニア人人口は、1915年10月27日～28日および1916年2月17日～18日のアルメニア人虐殺中にシリアとメソポタミアへ追放された。彼らの家や事業は、トルコ人イスラム教徒に安価で売却された。
ギリシャ独立戦争、露土戦争 (1877年-1878年)、バルカン戦争（1912年～1913年）の間に、バルカン系ムスリムはエディルネに逃れ、ムハシルとして知られるようになった。

#### 行政区画
アドリアノープルはオスマン帝国時代、サンジャクの中心地であり、 連続してルメリ州、シリストレ州に属した後、19世紀初頭にエディルネ州の州都となった。1878年まで、アドリアノープル州はエディルネ、テキルダグ、ゲリボル、フィリベ、イスリムィエのサンジャクで構成されていた。

### トルコ共和国
エディルネは1920年のセーヴル条約によってギリシャに割譲されたが、1922年の希土戦争（より大きなトルコ革命の西部戦線としても知られる）の終結時にギリシャが敗北した後、トルコによって再占領・併合された。ギリシャの統治下では、エディルネ（公式にはアドリアノープルとして知られていた）はアドリアノープル県の県都であった。
1934年以降、エディルネは第2次総督府の所在地となり、総督がエディルネ県、チャナッカレ県、テキルダー県、クルクラーレリ県を統治した。総督府の官職は1948年に廃止されたが、その法的枠組みは1952年に民主党政権下で廃止された。

## 地理

### 気候
エディルネは、ケッペンの気候区分では境界線上にある温暖湿潤気候（Cfa）と夏が暑い地中海性気候（Csa）であり、トレワーサの気候区分では温暖な海洋性気候（Do）に分類される。エディルネは夏が暑く、適度に乾燥し、冬は寒冷で湿度が高く、しばしば雪が降る。
観測史上最高気温：44.1 °C (111.4 °F)（2007年7月25日）

観測史上最低気温：−19.5 °C (−3.1 °F)（1954年1月14日）
| エディルネ (1991–2020年、最高・最低記録 1930–2023年)の気候 | エディルネ (1991–2020年、最高・最低記録 1930–2023年)の気候 | エディルネ (1991–2020年、最高・最低記録 1930–2023年)の気候 | エディルネ (1991–2020年、最高・最低記録 1930–2023年)の気候 | エディルネ (1991–2020年、最高・最低記録 1930–2023年)の気候 | エディルネ (1991–2020年、最高・最低記録 1930–2023年)の気候 | エディルネ (1991–2020年、最高・最低記録 1930–2023年)の気候 | エディルネ (1991–2020年、最高・最低記録 1930–2023年)の気候 | エディルネ (1991–2020年、最高・最低記録 1930–2023年)の気候 | エディルネ (1991–2020年、最高・最低記録 1930–2023年)の気候 | エディルネ (1991–2020年、最高・最低記録 1930–2023年)の気候 | エディルネ (1991–2020年、最高・最低記録 1930–2023年)の気候 | エディルネ (1991–2020年、最高・最低記録 1930–2023年)の気候 | エディルネ (1991–2020年、最高・最低記録 1930–2023年)の気候 |
| 月                                                         | 1月                                                        | 2月                                                        | 3月                                                        | 4月                                                        | 5月                                                        | 6月                                                        | 7月                                                        | 8月                                                        | 9月                                                        | 10月                                                       | 11月                                                       | 12月                                                       | 年                                                         |
| ---------------------------------------------------------- | ---------------------------------------------------------- | ---------------------------------------------------------- | ---------------------------------------------------------- | ---------------------------------------------------------- | ---------------------------------------------------------- | ---------------------------------------------------------- | ---------------------------------------------------------- | ---------------------------------------------------------- | ---------------------------------------------------------- | ---------------------------------------------------------- | ---------------------------------------------------------- | ---------------------------------------------------------- | ---------------------------------------------------------- |
| 最高気温記録 °C （°F）                                     | 20.5 (68.9)                                                | 24.5 (76.1)                                                | 28.0 (82.4)                                                | 33.5 (92.3)                                                | 37.1 (98.8)                                                | 42.6 (108.7)                                               | 44.1 (111.4)                                               | 41.9 (107.4)                                               | 39.9 (103.8)                                               | 35.8 (96.4)                                                | 28.0 (82.4)                                                | 22.9 (73.2)                                                | 44.1 (111.4)                                               |
| 平均最高気温 °C （°F）                                     | 7.1 (44.8)                                                 | 10.2 (50.4)                                                | 14.3 (57.7)                                                | 19.8 (67.6)                                                | 25.5 (77.9)                                                | 30.1 (86.2)                                                | 32.7 (90.9)                                                | 33.1 (91.6)                                                | 27.9 (82.2)                                                | 21.0 (69.8)                                                | 14.4 (57.9)                                                | 8.4 (47.1)                                                 | 20.4 (68.7)                                                |
| 日平均気温 °C （°F）                                       | 2.8 (37)                                                   | 4.8 (40.6)                                                 | 8.3 (46.9)                                                 | 13.2 (55.8)                                                | 18.5 (65.3)                                                | 22.9 (73.2)                                                | 25.3 (77.5)                                                | 25.4 (77.7)                                                | 20.6 (69.1)                                                | 14.8 (58.6)                                                | 9.3 (48.7)                                                 | 4.4 (39.9)                                                 | 14.2 (57.6)                                                |
| 平均最低気温 °C （°F）                                     | −0.4 (31.3)                                                | 0.7 (33.3)                                                 | 3.5 (38.3)                                                 | 7.3 (45.1)                                                 | 12.1 (53.8)                                                | 16.1 (61)                                                  | 18.2 (64.8)                                                | 18.3 (64.9)                                                | 14.2 (57.6)                                                | 9.9 (49.8)                                                 | 5.4 (41.7)                                                 | 1.2 (34.2)                                                 | 8.9 (48)                                                   |
| 最低気温記録 °C （°F）                                     | −19.5 (−3.1)                                               | −19.0 (−2.2)                                               | −12.0 (10.4)                                               | −4.1 (24.6)                                                | 0.7 (33.3)                                                 | 6.0 (42.8)                                                 | 8.0 (46.4)                                                 | 8.9 (48)                                                   | 0.2 (32.4)                                                 | −3.7 (25.3)                                                | −9.4 (15.1)                                                | −14.9 (5.2)                                                | −19.5 (−3.1)                                               |
| 降水量 mm （inch）                                         | 65.8 (2.591)                                               | 53.3 (2.098)                                               | 52.8 (2.079)                                               | 44.0 (1.732)                                               | 57.5 (2.264)                                               | 46.0 (1.811)                                               | 39.6 (1.559)                                               | 24.0 (0.945)                                               | 39.2 (1.543)                                               | 66.1 (2.602)                                               | 66.4 (2.614)                                               | 70.5 (2.776)                                               | 625.2 (24.614)                                             |
| 平均降水日数                                               | 12                                                         | 8.6                                                        | 10.33                                                      | 9.93                                                       | 9.83                                                       | 8.33                                                       | 5.37                                                       | 3.7                                                        | 5.43                                                       | 7.9                                                        | 9.8                                                        | 12.73                                                      | 104                                                        |
| 平均降雪日数                                               | 4.6                                                        | 3.5                                                        | 1.8                                                        | 0.1                                                        | 0                                                          | 0                                                          | 0                                                          | 0                                                          | 0                                                          | 0.2                                                        | 0.5                                                        | 3.2                                                        | 13.9                                                       |
| % 湿度                                                     | 82.6                                                       | 76.9                                                       | 72.7                                                       | 67.5                                                       | 65.2                                                       | 62.1                                                       | 56.9                                                       | 56.2                                                       | 62.8                                                       | 74.6                                                       | 80.2                                                       | 82.5                                                       | 70.02                                                      |
| 平均月間日照時間                                           | 68.2                                                       | 98.9                                                       | 130.2                                                      | 171.0                                                      | 229.4                                                      | 255.0                                                      | 288.3                                                      | 279.0                                                      | 198.0                                                      | 136.4                                                      | 87.0                                                       | 58.9                                                       | 2,000.3                                                    |
| 平均日照時間                                               | 2.2                                                        | 3.5                                                        | 4.2                                                        | 5.7                                                        | 7.4                                                        | 8.5                                                        | 9.3                                                        | 9.0                                                        | 6.6                                                        | 4.4                                                        | 2.9                                                        | 1.9                                                        | 5.5                                                        |
| 出典1：トルコ国立気象局                                    |                                                            |                                                            |                                                            |                                                            |                                                            |                                                            |                                                            |                                                            |                                                            |                                                            |                                                            |                                                            |                                                            |
| 出典2：NOAA（湿度）、Meteomanz（降雪日数 2000-2023年）     |                                                            |                                                            |                                                            |                                                            |                                                            |                                                            |                                                            |                                                            |                                                            |                                                            |                                                            |                                                            |                                                            |

### 地区
エディルネは24の地区で構成されている：
- Abdurrahman
- Babademirtaş
- Barutluk
- Çavuşbey
- Dilaverbey
- Fatih
- Istasyon
- Karaağaç
- Kocasinan
- Medresealibey
- Menzilahir
- Meydan
- Mithatpaşa
- Nişancıpaşa
- Sabuni
- Sarıcapaşa
- Şükrüpaşa
- Talatpaşa
- Umurbey
- Yancıkçışahin
- Yeniimaret
- Yıldırımbeyazıt
- Yıldırımhacısarraf

## 名所

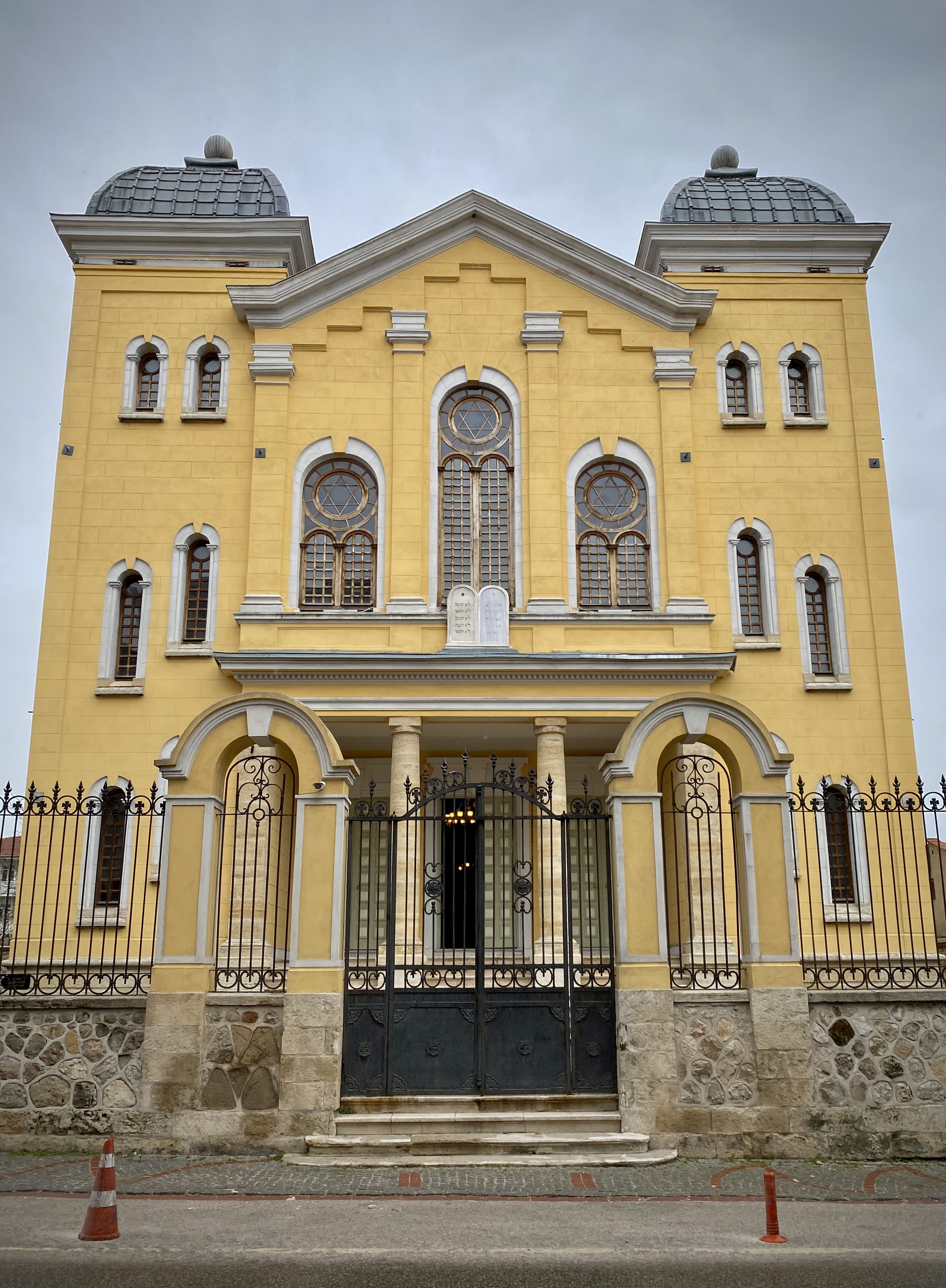
2015年に修復されたエディルネ大シナゴーグ。

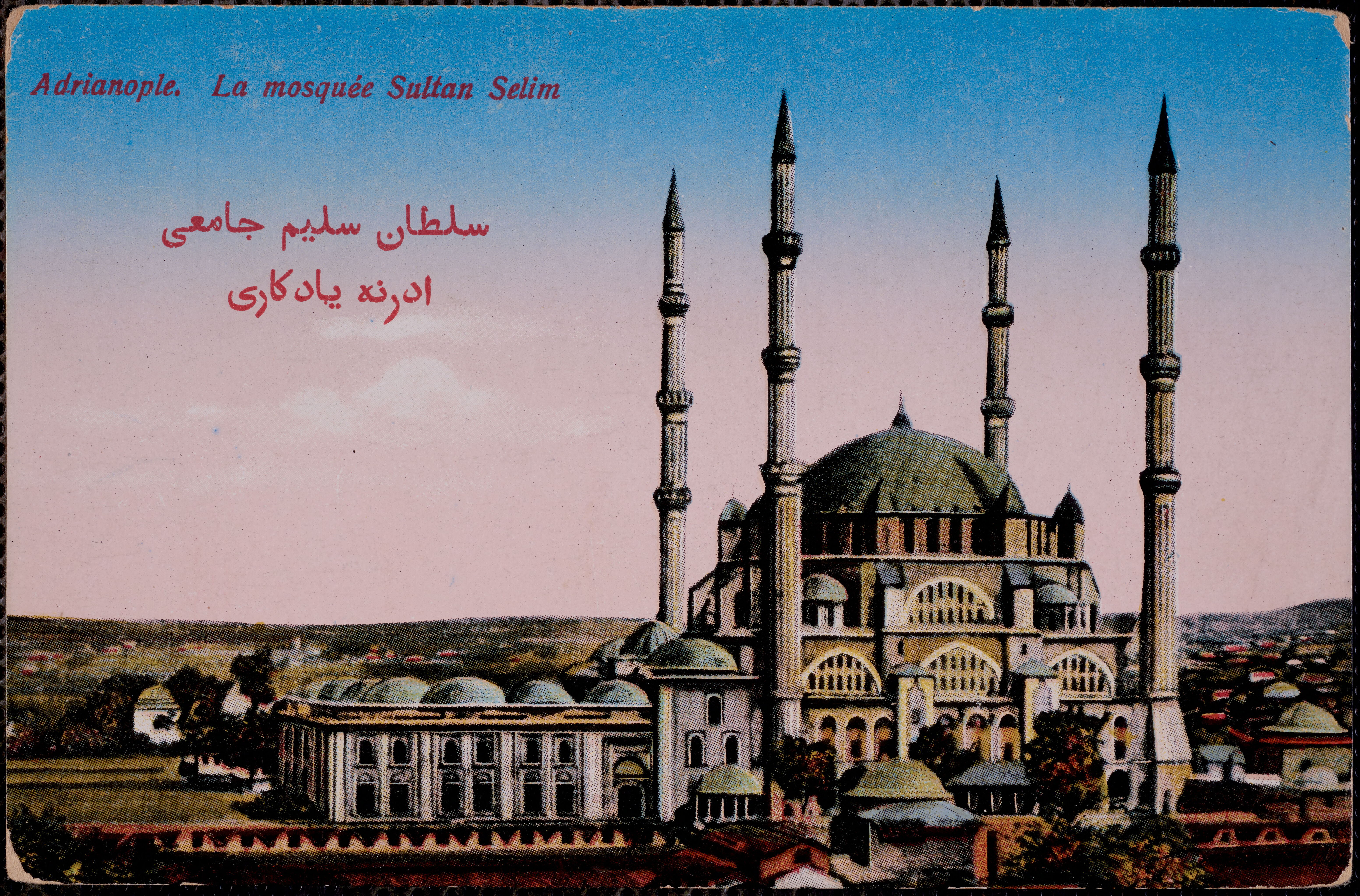
アドリアノープル。スルタン・セリム・モスク、1907-1915年頃。ボストン公共図書館のニコラス・カツィンポーラス・コレクションより。

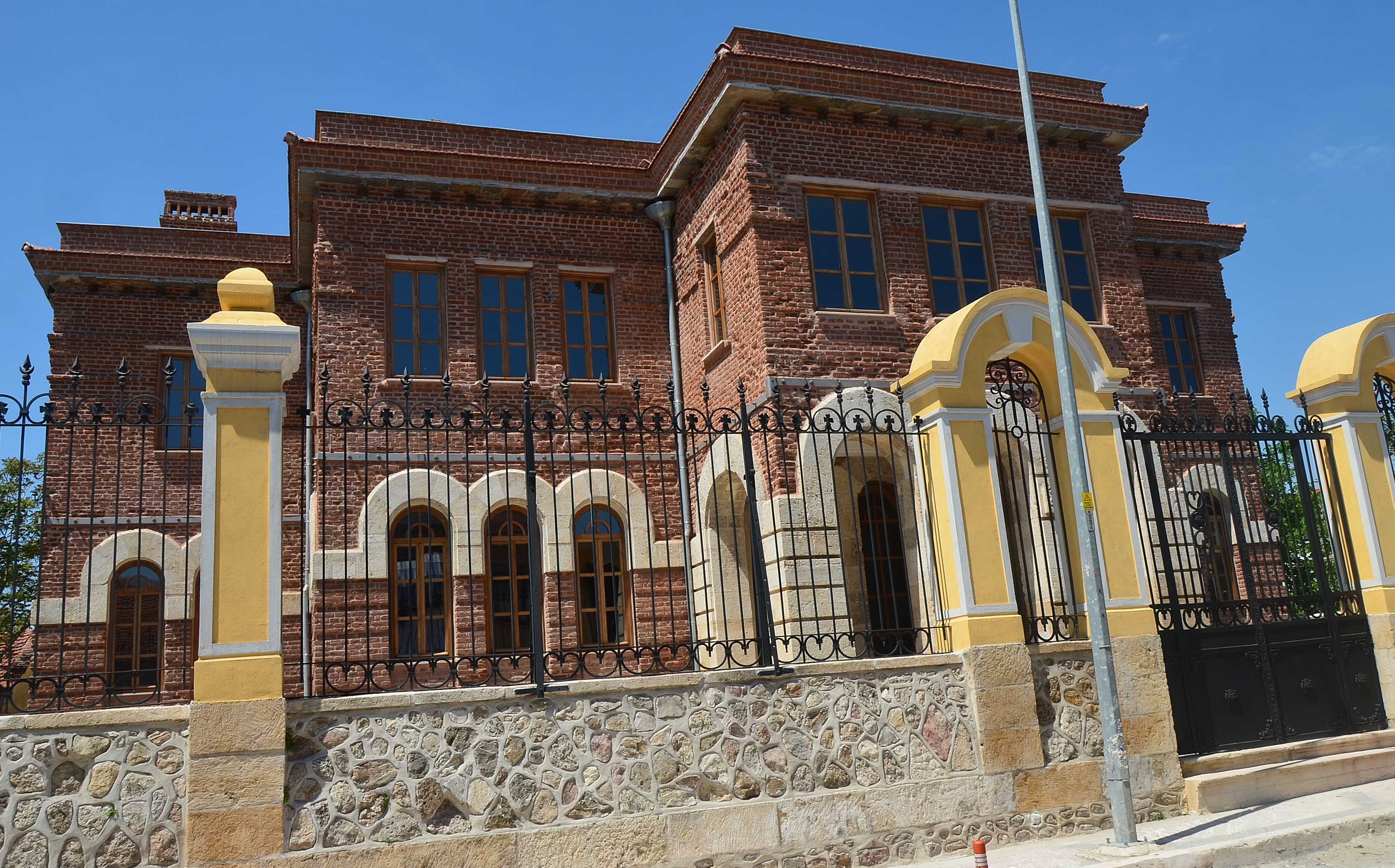
エディルネ大シナゴーグの裏にある管理棟。

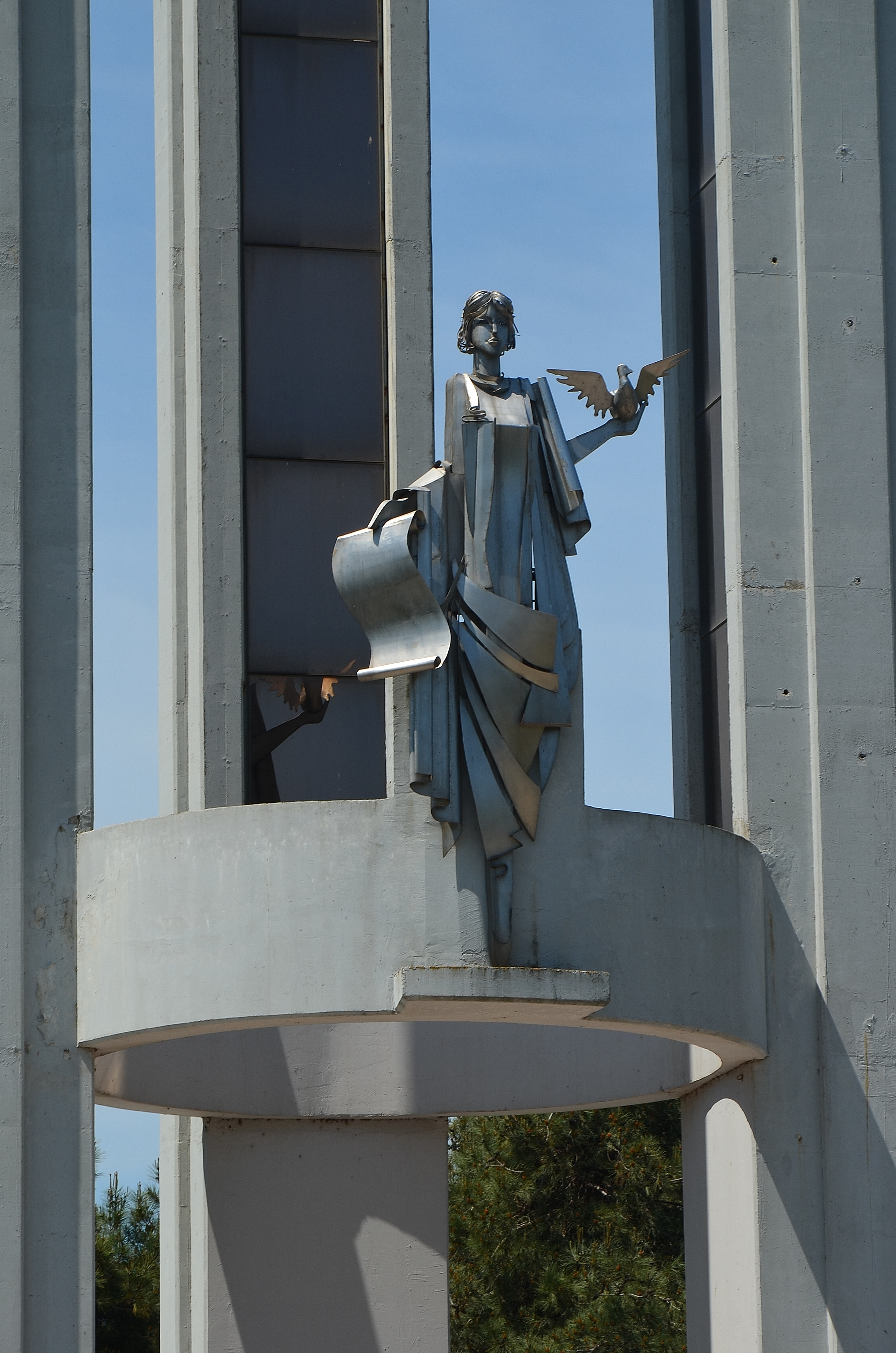
エディルネのカラアーチ地区にあるローザンヌ条約記念碑と博物館。

エディルネは、多くのモスク、マドラサ、その他のオスマン時代の記念碑で有名である。

### モスク
セリミエ・モスクは、1575年に建設され、トルコで最も偉大な建築家であるミマール・スィナン（1489/1490年頃 - 1588年）によって設計された。このモスクは市内で最も重要な記念碑であり、2011年にはユネスコの世界遺産に登録された。2019年にチャムルジャ・モスクが完成するまでは、トルコで最も高いミナレット（高さ70.90 m (232.6 ft)）を持っていたが、チャムルジャ・モスクのミナレットは高さ107.1 m (351 ft)である。スィナン自身は、そのドームがイスタンブールにあるかつてのビザンティン帝国正教大聖堂、アヤソフィアのドームよりも高いと信じていたが、現代の測定方法によればそうではないようだ。このモスクは、建設を命じたものの完成を見ることなく亡くなったスルタン、セリム2世（在位1566年 - 1574年）にちなんで名付けられ、トルコ産大理石と壮麗なイズニク・タイルで装飾されている。また、同時代に建てられた多くの建物の複合施設の中心となっている。
エスキ・ジャミ（旧モスク）の建設は1403年に始まったが、完成したのは1422年であった。このモスクは、一般にブルサ様式と呼ばれるスタイルで設計されている。さらに素晴らしいのは、スルタン・ムラト2世のために1437年から1447年にかけて建設されたウチュ・シェレフェリ・モスク（三つのバルコニーを持つモスク）である。これはコンスタンティノープルの征服以前にオスマン帝国の地方で建てられた最大のモスクであった。これら2つのモスクは、どちらもエディルネの中心部にある。
中心部から少し離れた場所には、1484年から1488年にかけて建設されたスルタン・バヤズィト2世複合施設があり、美しい半田園的なロケーションに位置している。これはエディルネで最も完全に残っているモスク複合施設であり、イマレット（スープキッチン）、ダルシュシファ（病院）、ティマールハーネ（精神病院）、ホスピス、ティップ・メドレセ（医学学校）、タブハーネ（デルヴィーシュの宿泊施設）、パン屋、そして各種の倉庫から構成されている。現在、複合施設の一部はイスラム医学史の博物館となっている。

### エディルネ宮殿
サラユチ地区にあるエディルネ宮殿（Saray-ı Cedid-i Amire、「新帝国宮殿」の意）は、ムラト2世（在位1421年 - 1444年）の治世に建設されたが、1877年の露土戦争中に破壊された。宮殿の門と厨房はその後修復された。元々宮殿複合施設の一部として建設されたカスル・アダレト（「正義の城」）は、トゥンジャ川に架かる小さなファティ橋の隣に無傷で立っている。1460年代後半、金、銀、大理石で輝いていた宮殿の壮麗な姿は、イムブロスのクリトヴロスによって『メフメト2世史』に記述されている。

### その他の宗教的記念碑
1909年に遡るエディルネ大シナゴーグは、修復され2015年3月に再開された。市内にはローマ・カトリック教会と2つのブルガリア正教会もある。

### その他の歴史的建造物
エディルネには3つの歴史的な屋根付きバザールがある。セリミエ・モスクの隣にあり、キュッリイェを支援するための収入を得る目的で建設されたカヴァフラル・アラスパス（靴屋のアーケード）、店舗からの収入で支えられていたエスキ・ジャミの隣にあるベデステン、そしてスィナンによるもう一つの作品で、1568年に遡るセミズ・アリ・パシャ・チャルシュ（アリ・パシャ・バザール、別名カパル・チャルシュ）である。カヴァフラル・アラスパスは、かつて結婚式で役割を果たした鏡が埋め込まれた手作りのほうきのミニチュア版や、果物の形をした石鹸を買うのに最適な場所である。
元々のローマ時代のハドリアノポリスのうち、現存するのはいわゆるマケドニアの塔の近くにある城壁のわずかな遺跡のみである。この塔自体も、おそらくその後の数世紀にわたって多くの修復と改変が加えられたものの、防御施設の一部であったと考えられている。
エディルネ博物館（Edirne Müzesi）には、地元の考古学と民族学のコレクションが収蔵されている。敷地の外では、近くのララパシャで見られるようなドルメンの一例を見ることができる。
町の中心部には、リュステム・パシャ（1560年–61年）とエクメクチオグル・アフメド・パシャのキャラバンサライがあり、これらは16世紀に旅行者を宿泊させるために設計されたものである（リュステム・パシャの場合はミマール・スィナンによる）。リュステム・パシャ・キャラバンサライは現在、ケルヴァンサライ・ホテルとして機能している。
エディルネ・バルカン戦争記念墓地はエディルネ宮殿の遺跡の近くにあり、入り口前にはオスマン帝国の兵士をかたどった無名戦士の碑がある。
市の西と南を流れるメリチ川とトゥンジャ川には、初期オスマン時代に遡る優雅なアーチ橋が架かっている。
歴史的なカラアーチ駅は修復され、トラキア大学の美術学部として利用されている。ローザンヌ条約記念碑と博物館は、その周辺の公園内にある。

## 料理
この町は、トルコではエディルネ風フライドレバーで有名である。チーェル・タヴァ（衣をつけて揚げたレバー）は、しばしば刻んだキュウリを加えた薄めた水切りヨーグルトの料理であるジャジュクと共に提供される。

## 祭り

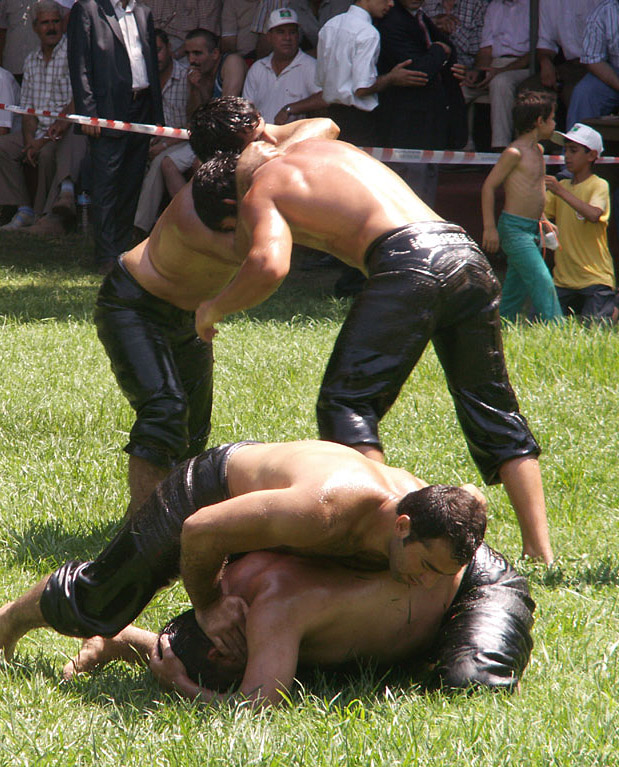
クルクプナルでのオイルレスリング

クルクプナルのオイルレスリングトーナメントは、毎年6月下旬または7月上旬に開催される。
カカヴァは、トルコのロマによって祝われる国際的な祭りで、毎年5月5日～6日に開催される。
ボジュク・ゲジェシは、バルカン半島起源の祭りで、1月中旬の年間で最も寒いと予想される日に祝われる。これは一種のトルコ版ハロウィーンである。

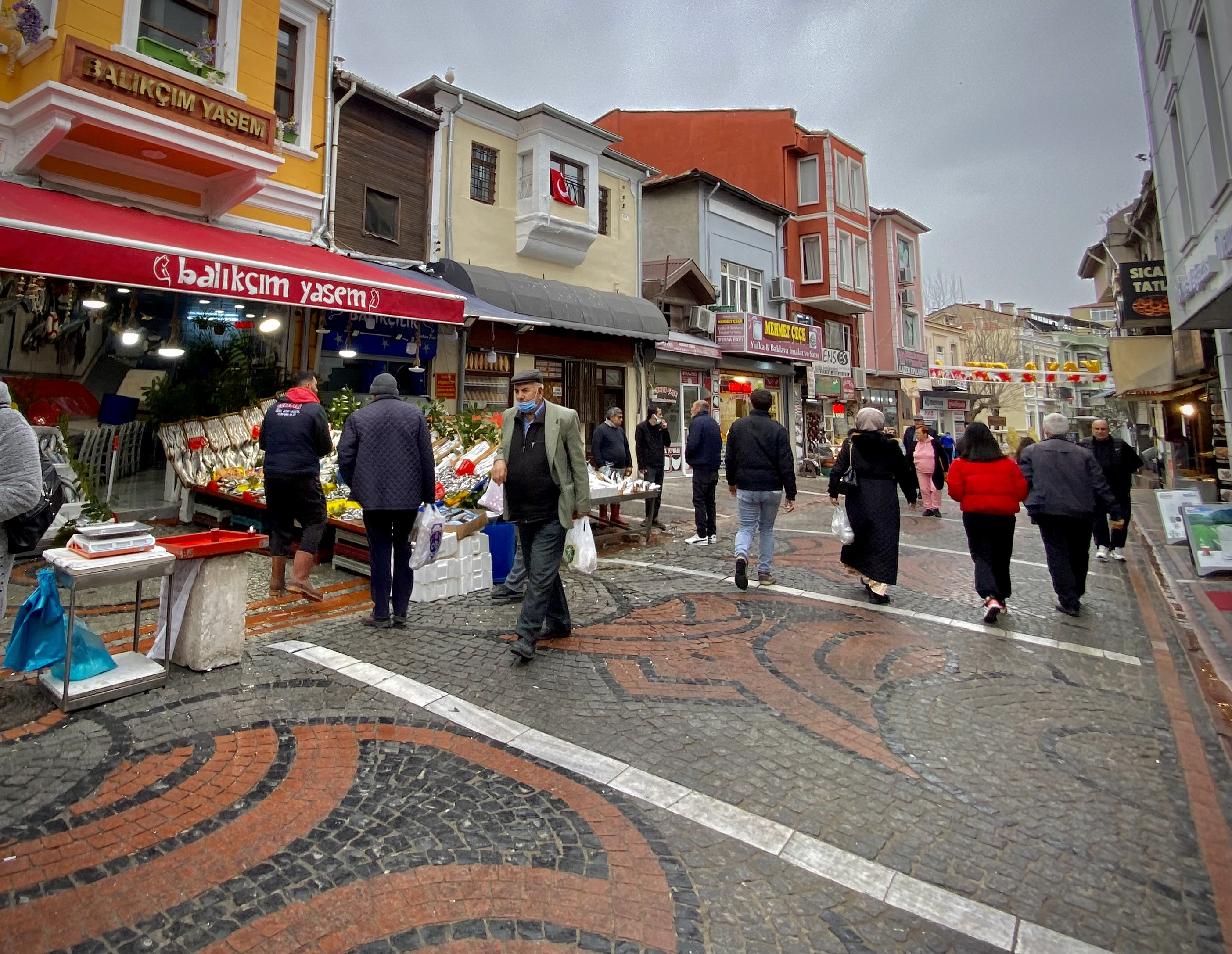
エディルネのショッピングマーケット

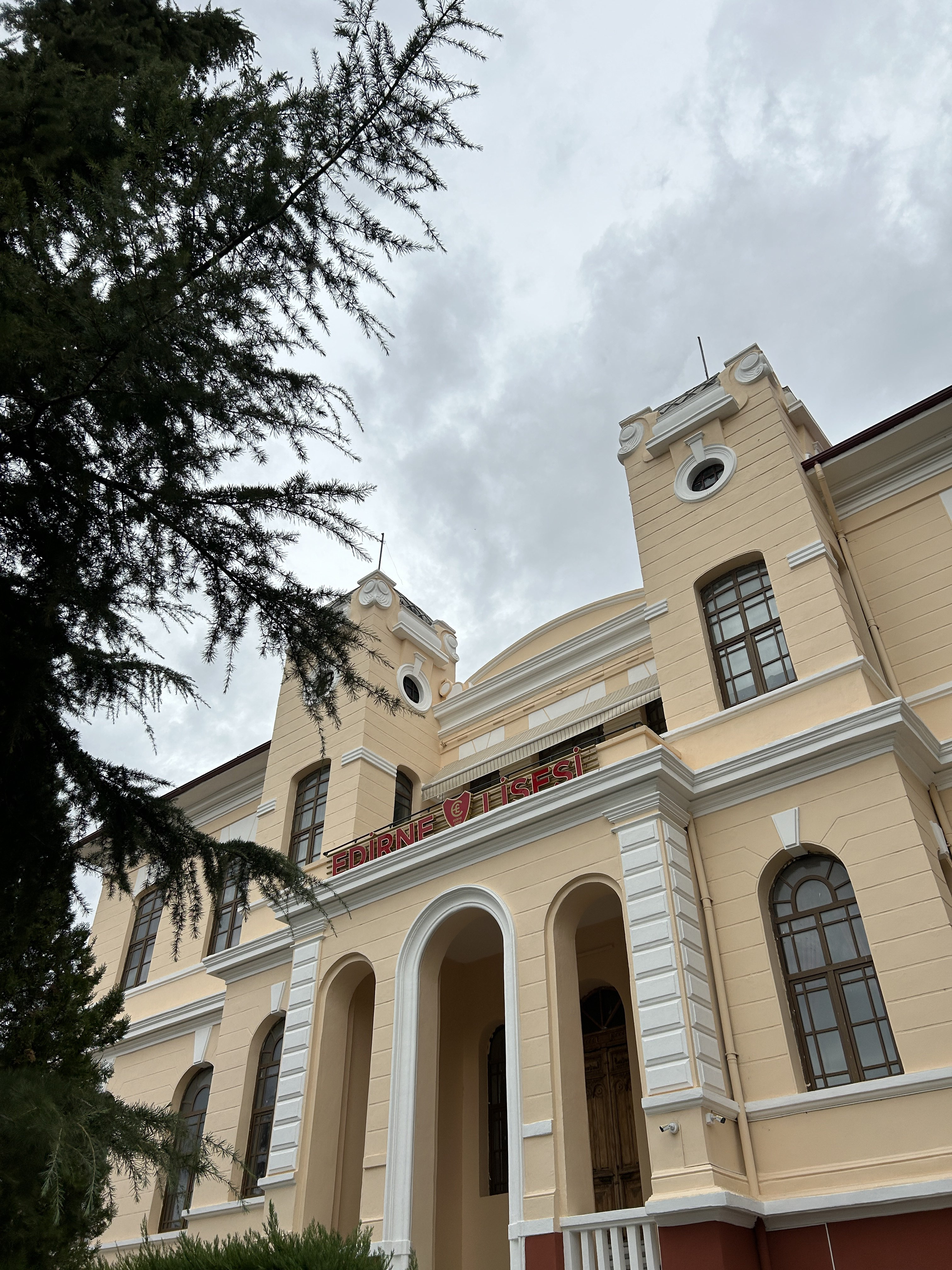
エディルネ高校

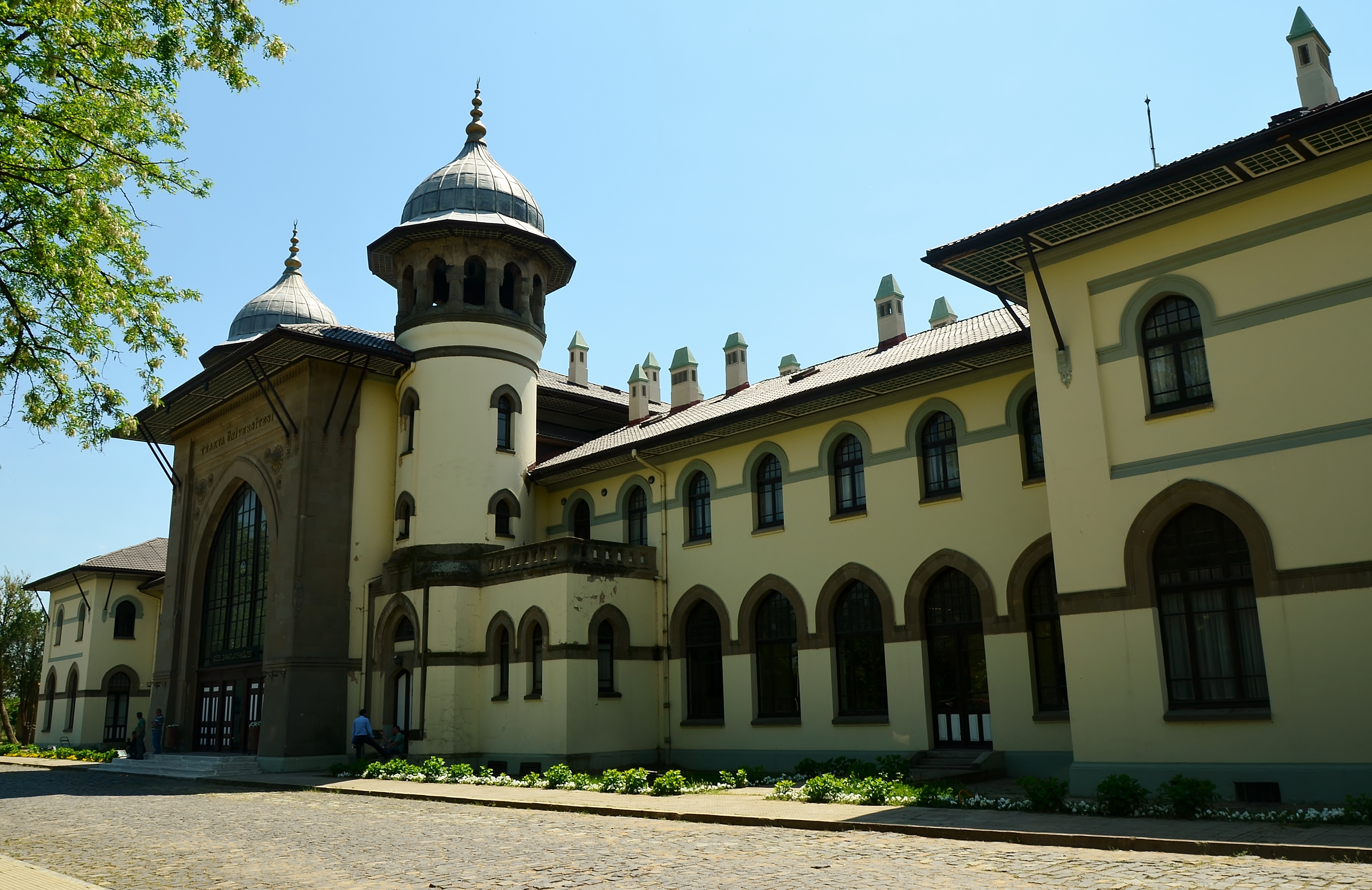
元々はカラアーチ駅として建設されたトラキア大学の美術学部棟。

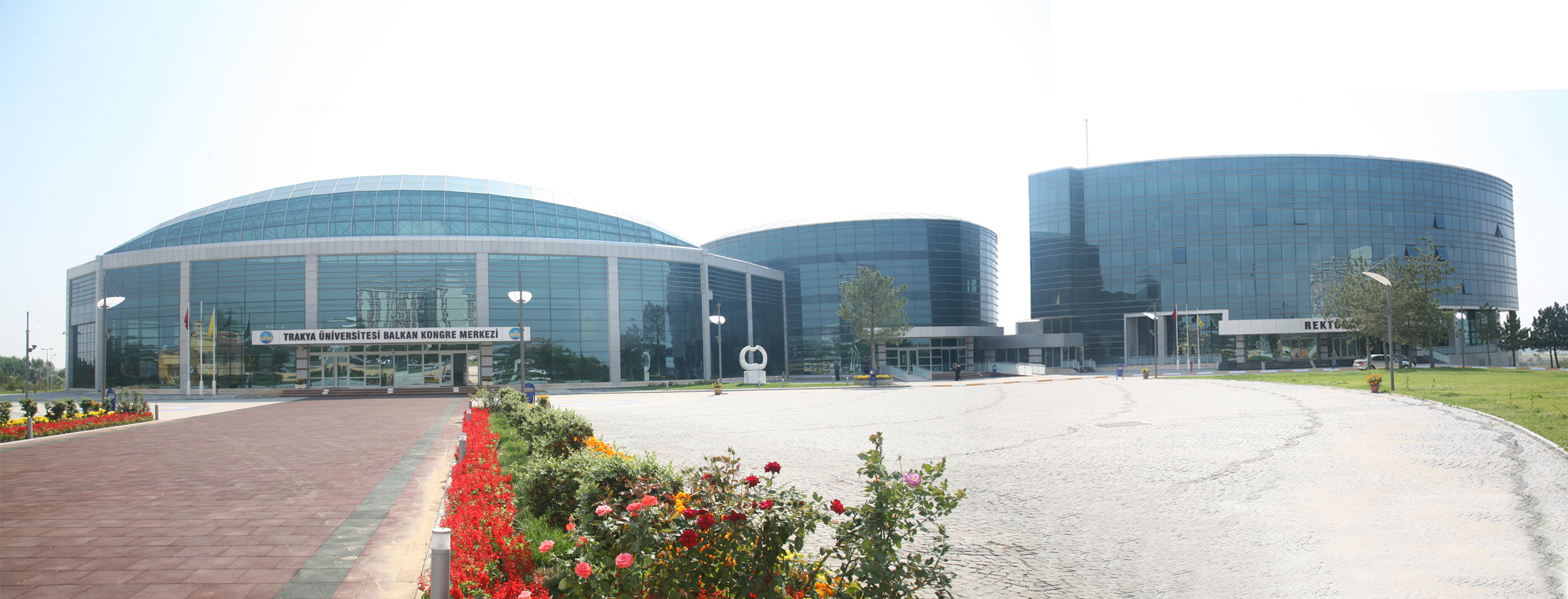
トラキア大学のメインビル。

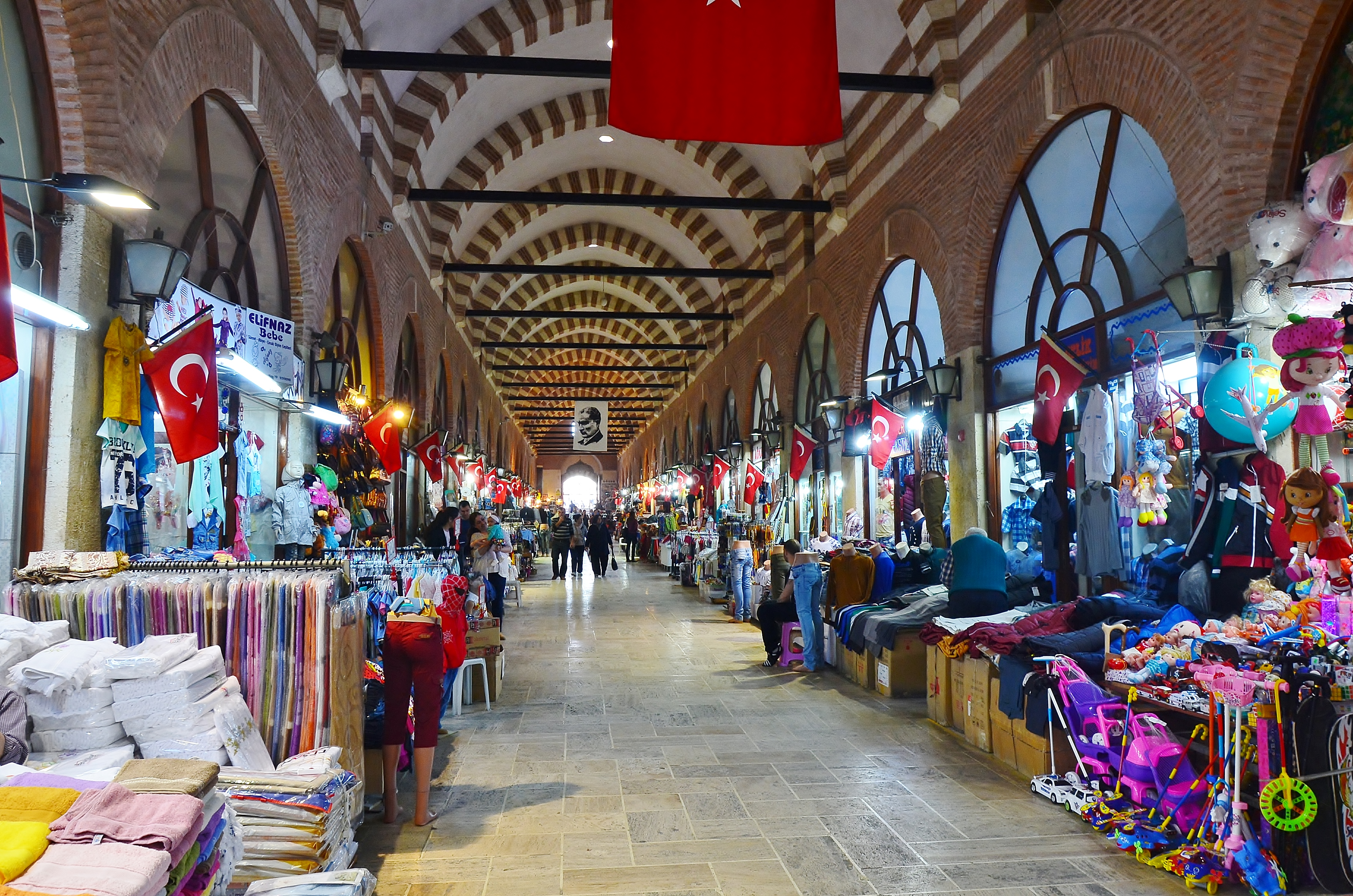
アリ・パシャ・チャルシュ（アリ・パシャ・バザール）

## 教育

### 大学
- トラキア大学 - EUのエラスムス計画を通じてレールラッハ大学と提携している。

### 高校
- ベイケント教育機関
- 共和国80周年アナトリア高校 (80. Yıl Cumhuriyet Anadolu Lisesi)
- エディルネ・アナトリア教員養成高校 (Edirne Anadolu Öğretmen Lisesi) - エディルネ社会科学高校に改編された。
- エディルネ・アナトリア技術高校 (Edirne Anadolu Teknik Lisesi)
- エディルネ・ベイケント科学高校 (Özel Edirne Beykent Fen Lisesi)
- エディルネ・ベイケント・アナトリア高校 (Özel Edirne Beykent Anadolu Lisesi)
- エディルネ高校 (アナトリア高校) (Edirne Lisesi)
- エディルネ・イルハミ・エルテム高校 (Edirne İlhami Ertem Lİsesi)
- エディルネ工業職業高校 (Edirne Endüstri Meslek Lisesi)
- エディルネ・ミッリ・ピヤンゴ商業専門高校 (Edirne Milli Piyango Ticaret Meslek Lisesi)
- エディルネ・スレイマン・デミレル科学数学高校 (Edirne Fen Lisesi)
- エディルネ・ユルドゥルム・アナトリア高校 (Edirne Anadolu Lisesi - Yıldırım Anadolu Lisesi)
- エディルネ美術高校 (Edirne Güzel Sanatlar Lisesi)

## ギャラリー

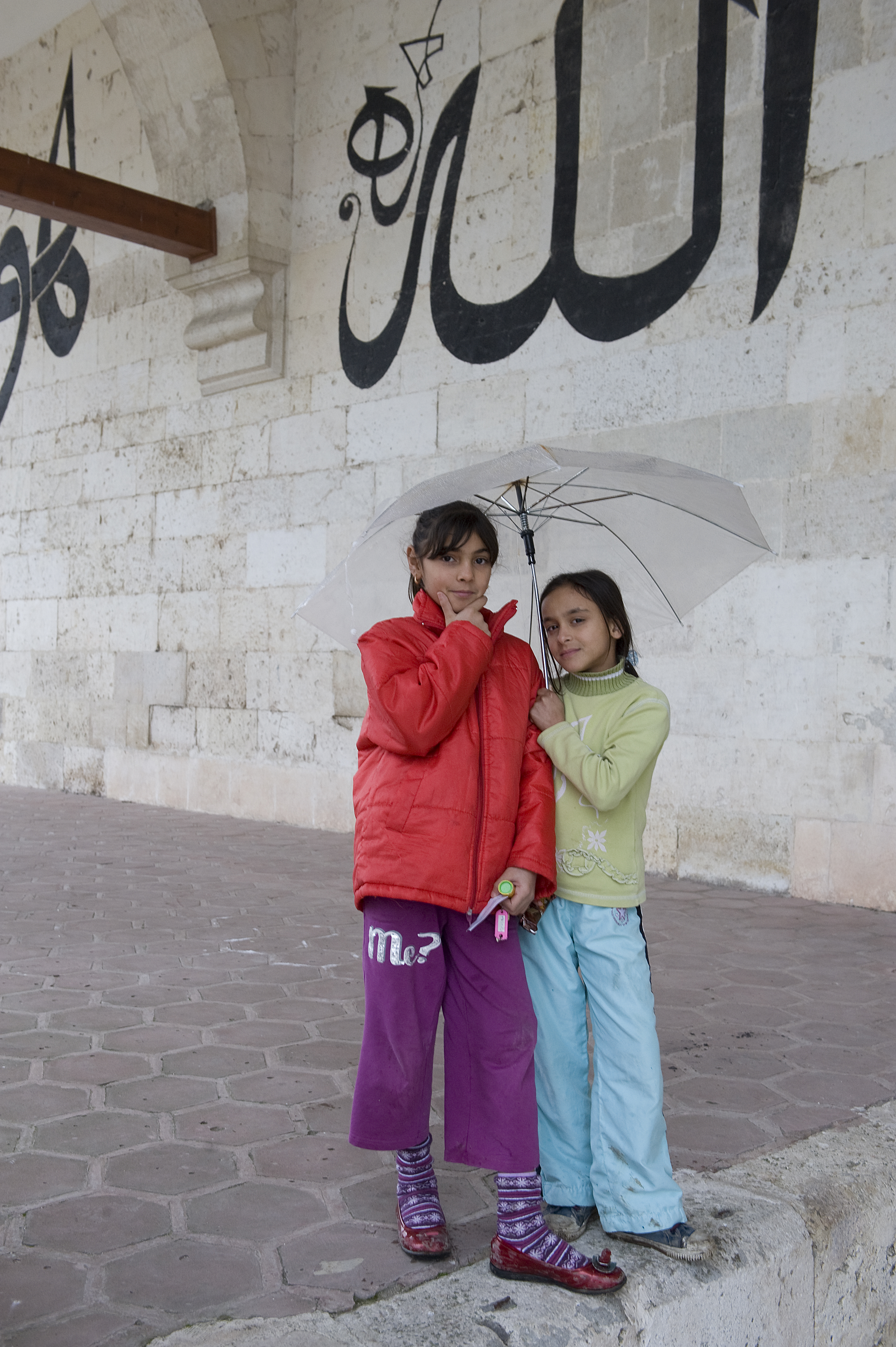
ロマの少年と少女、ムラディエ・モスクの前で

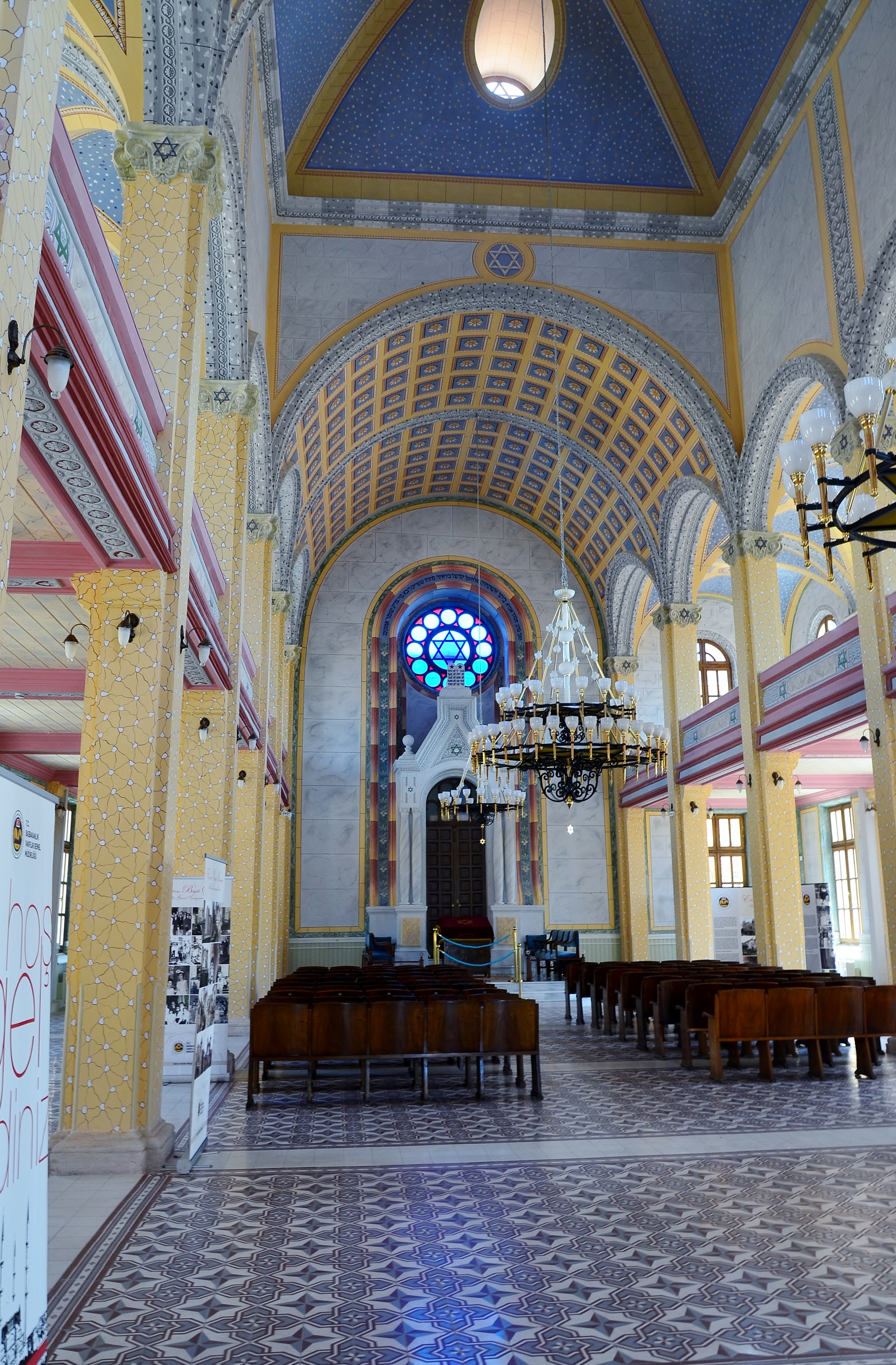
エディルネ大シナゴーグの内部
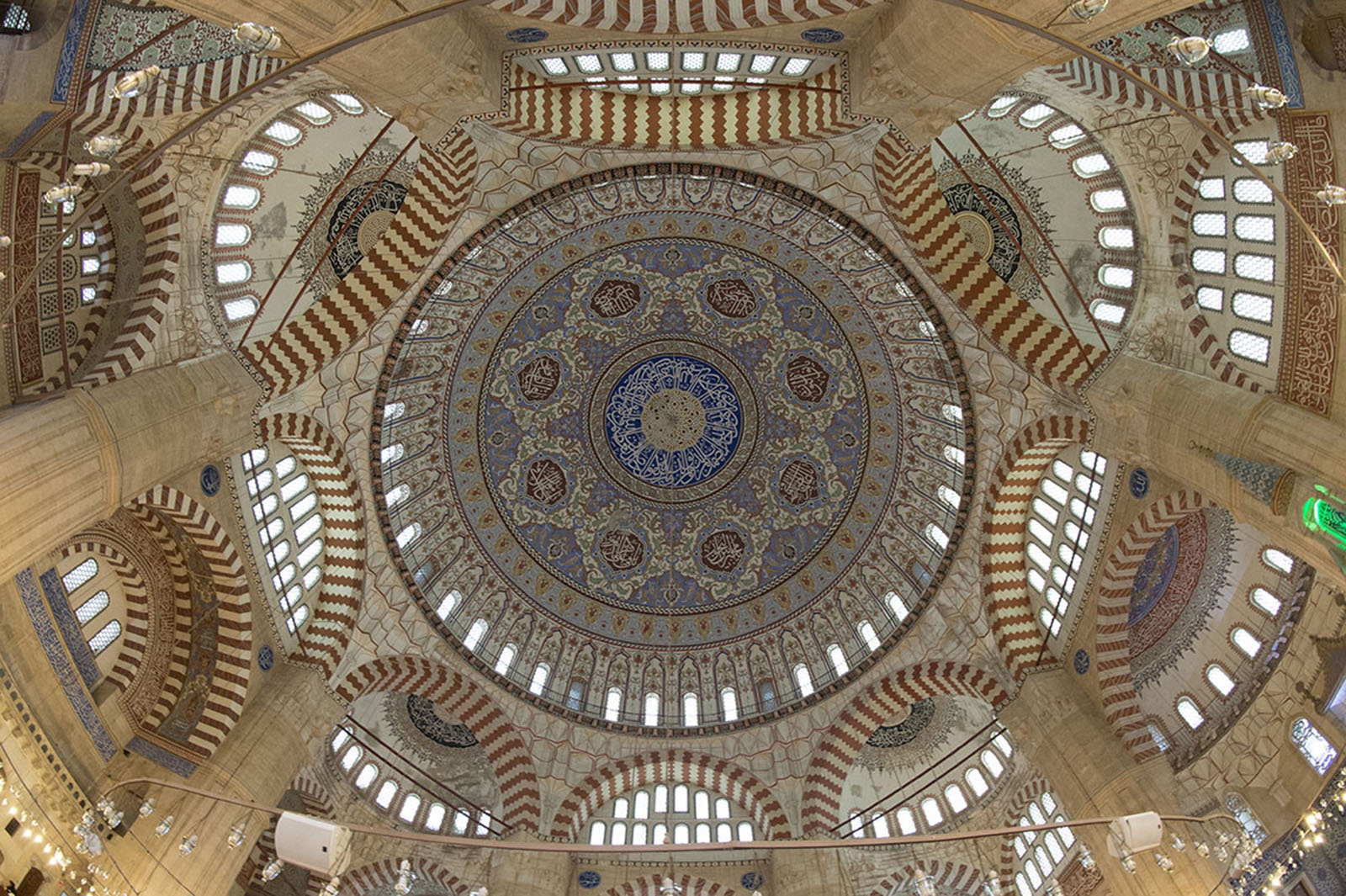
セリミエ・モスクの内部
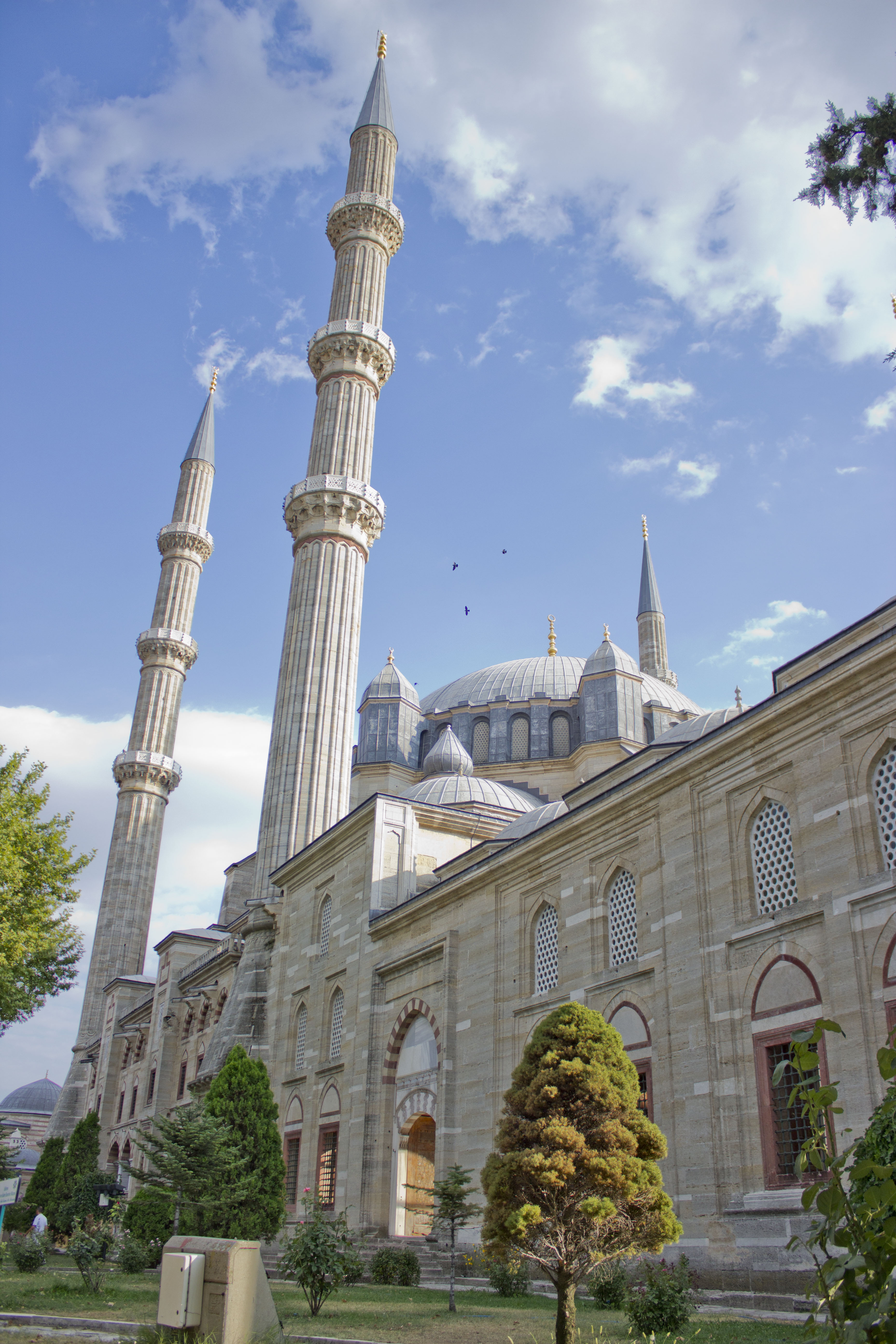
セリミエ・モスクの眺め
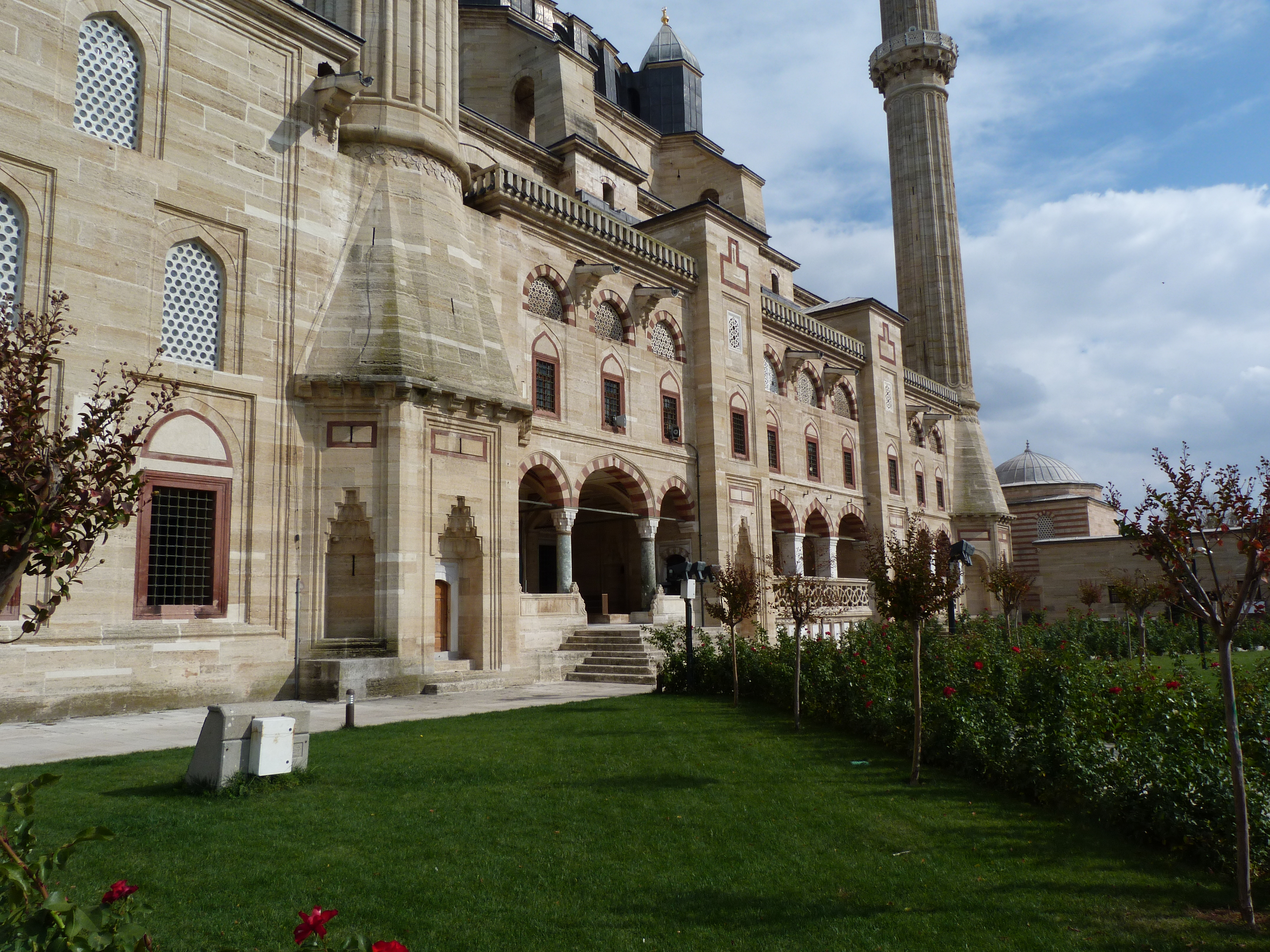
セリミエ・モスクの眺め
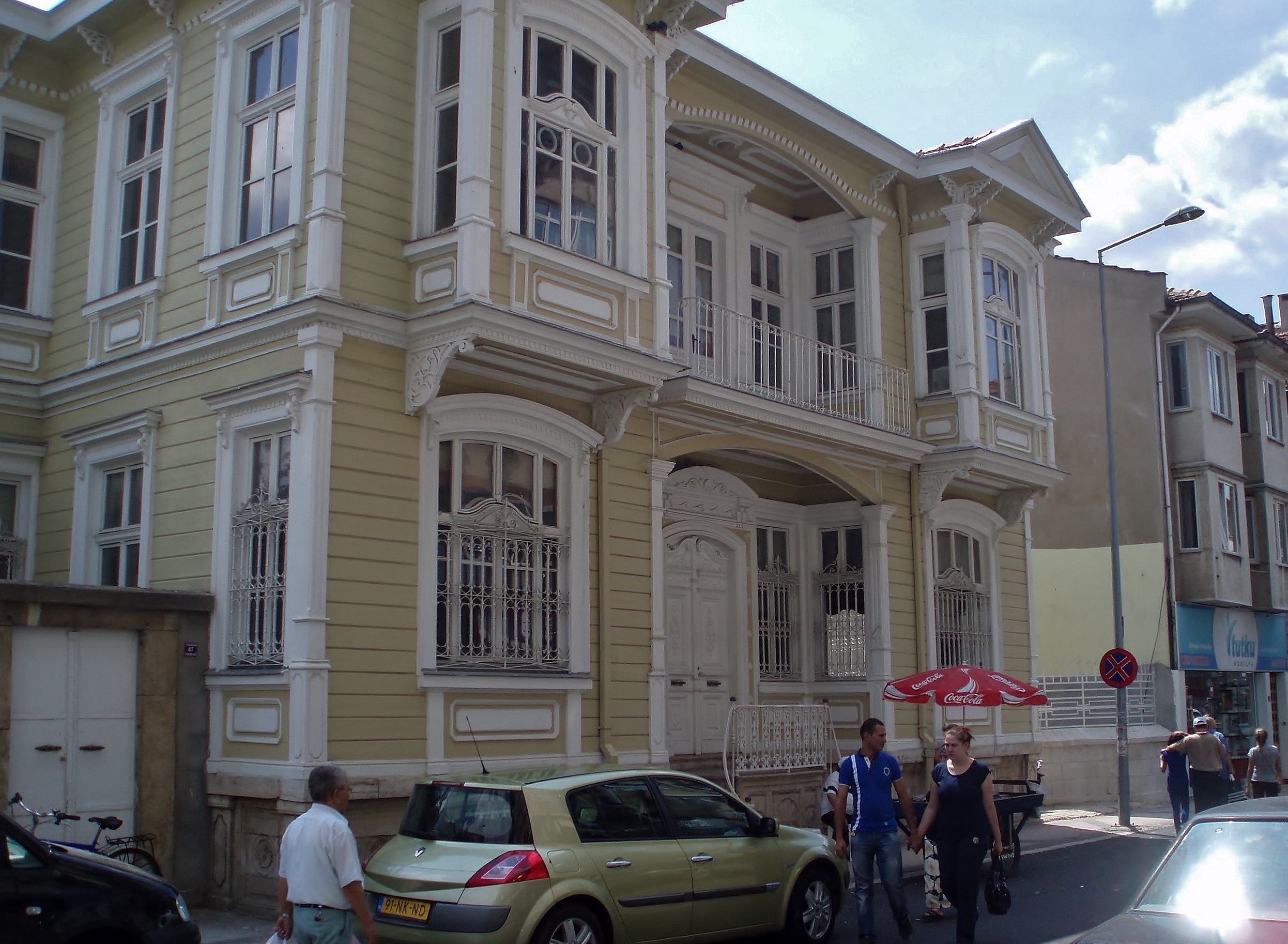
オスマン帝国時代のエディルネの家
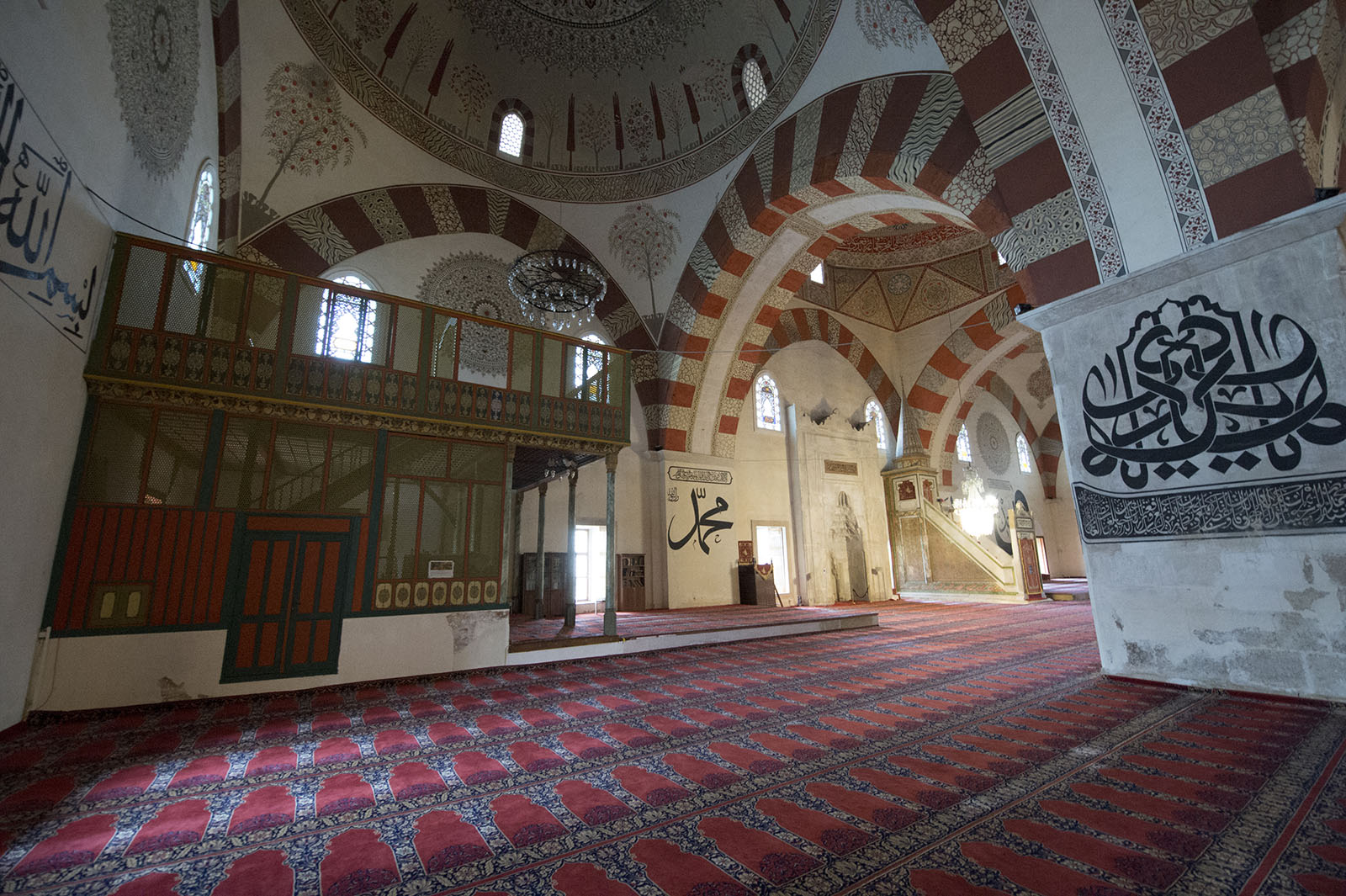
エスキ・ジャミ（旧モスク）の内部
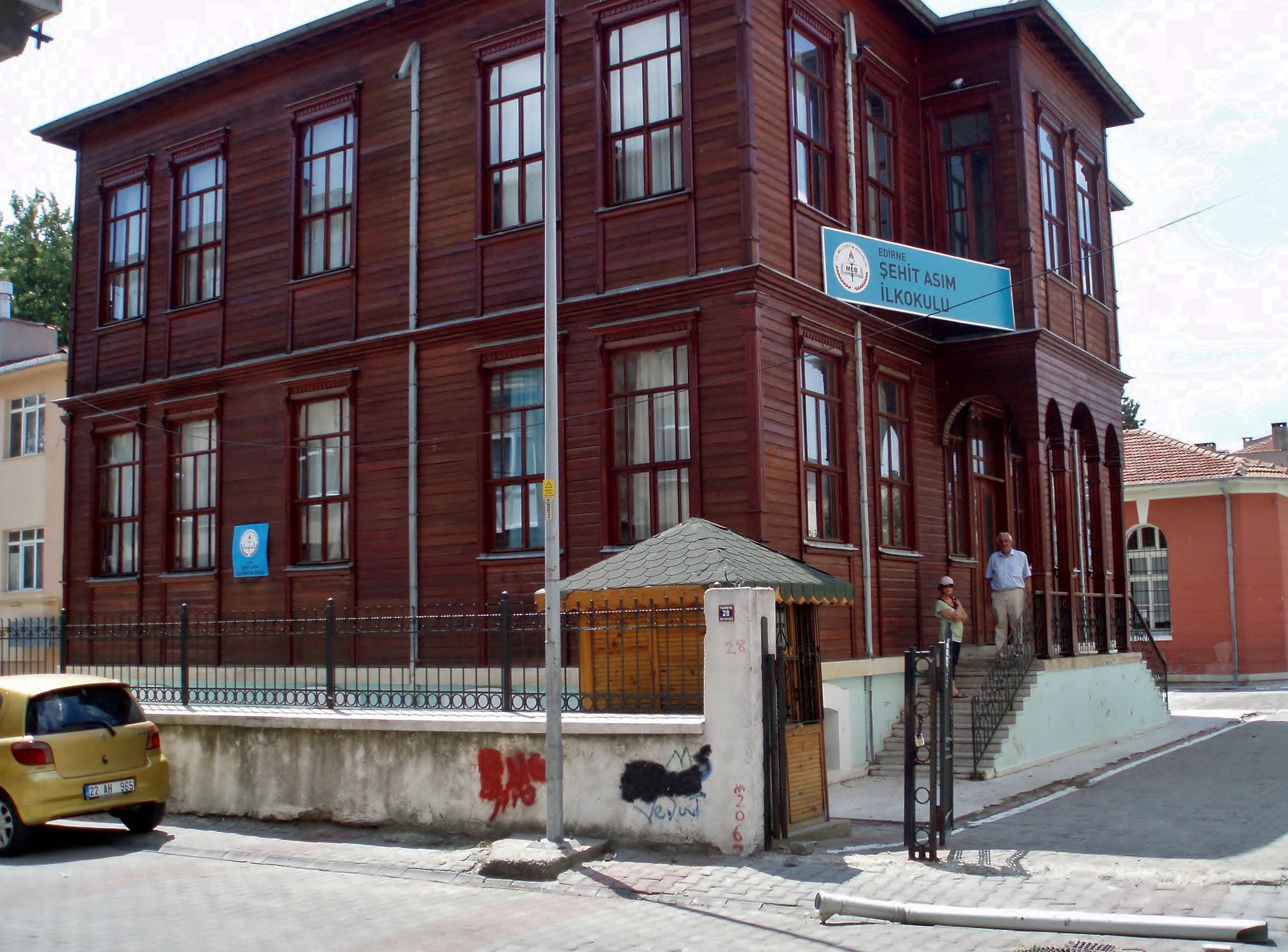
歴史的な小学校の建物
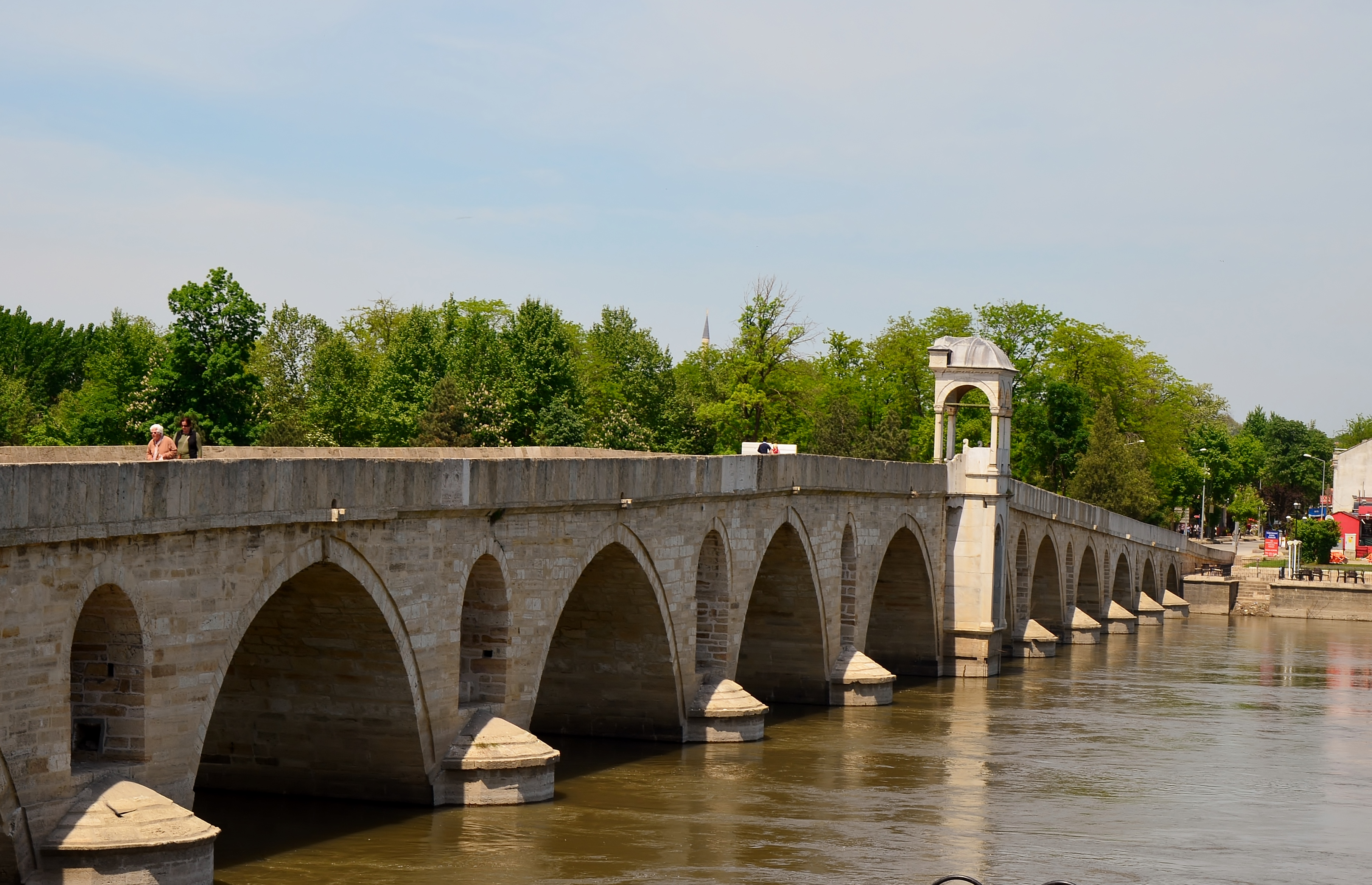
メリチ橋
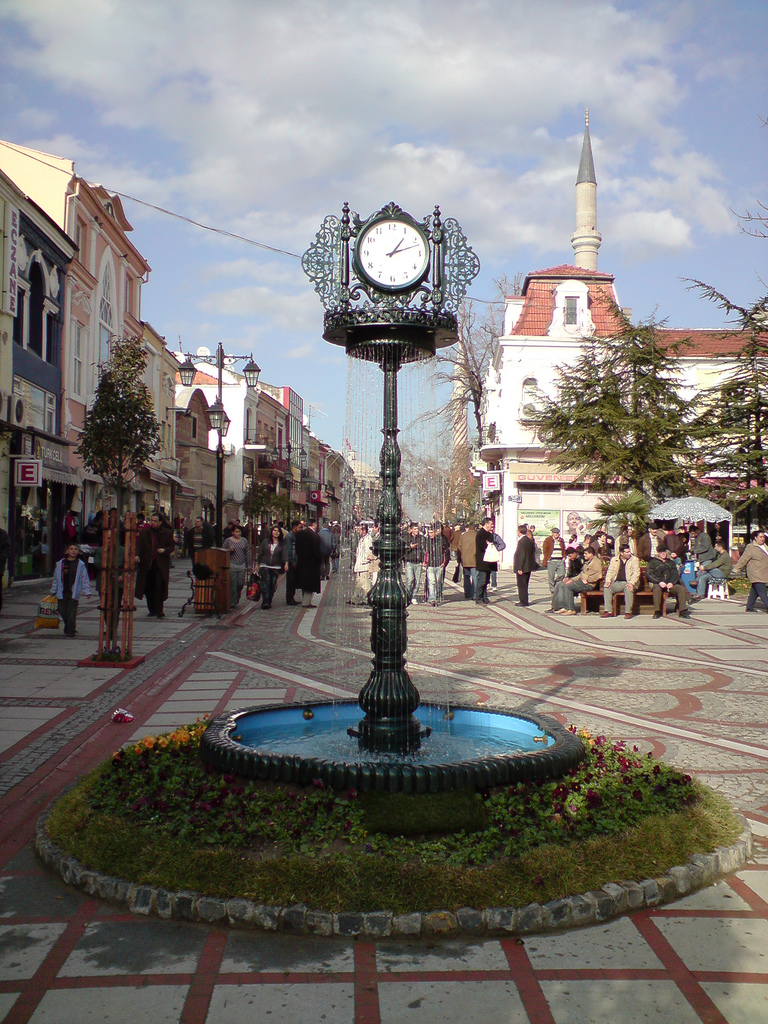
エディルネのメインストリート
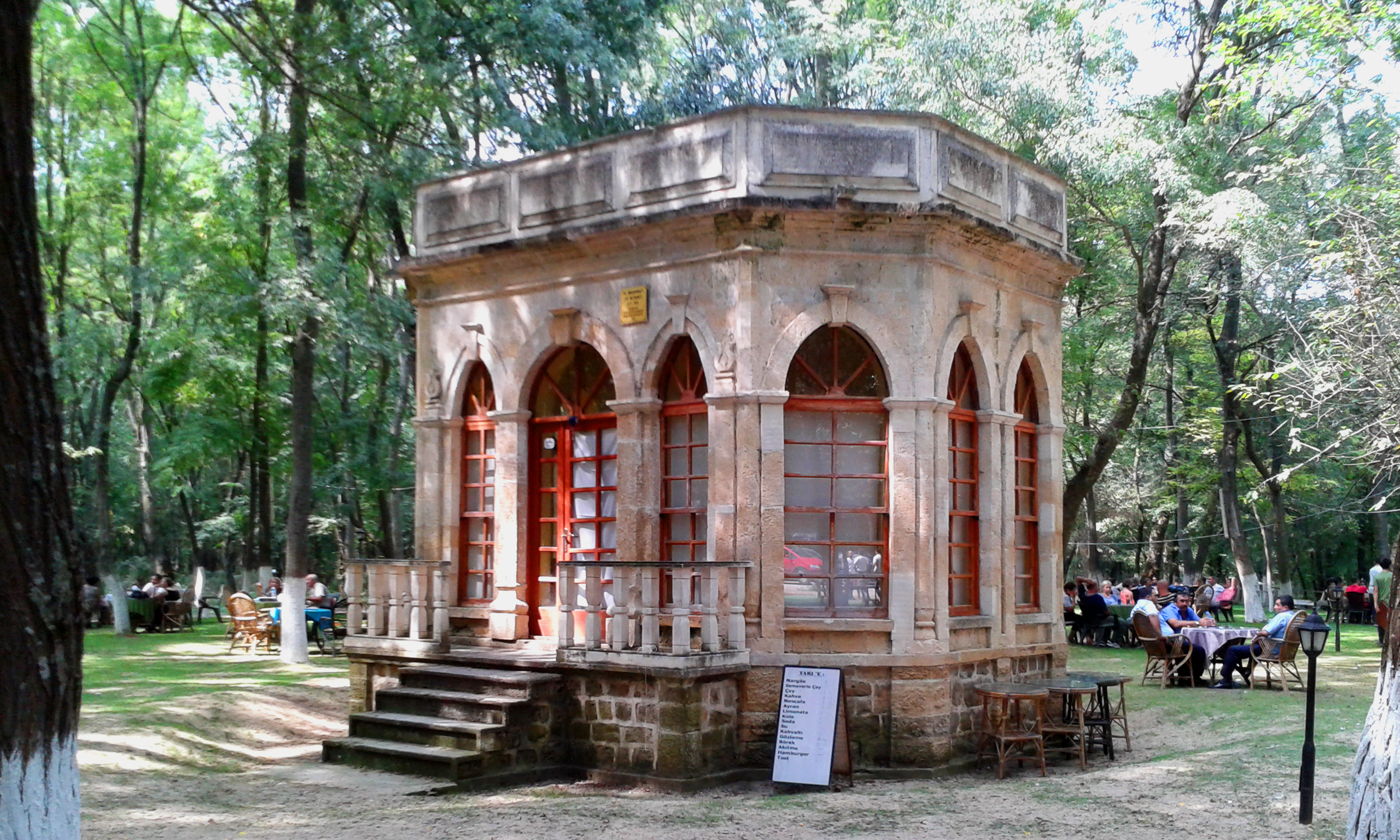
メフメト4世の狩猟ロッジ
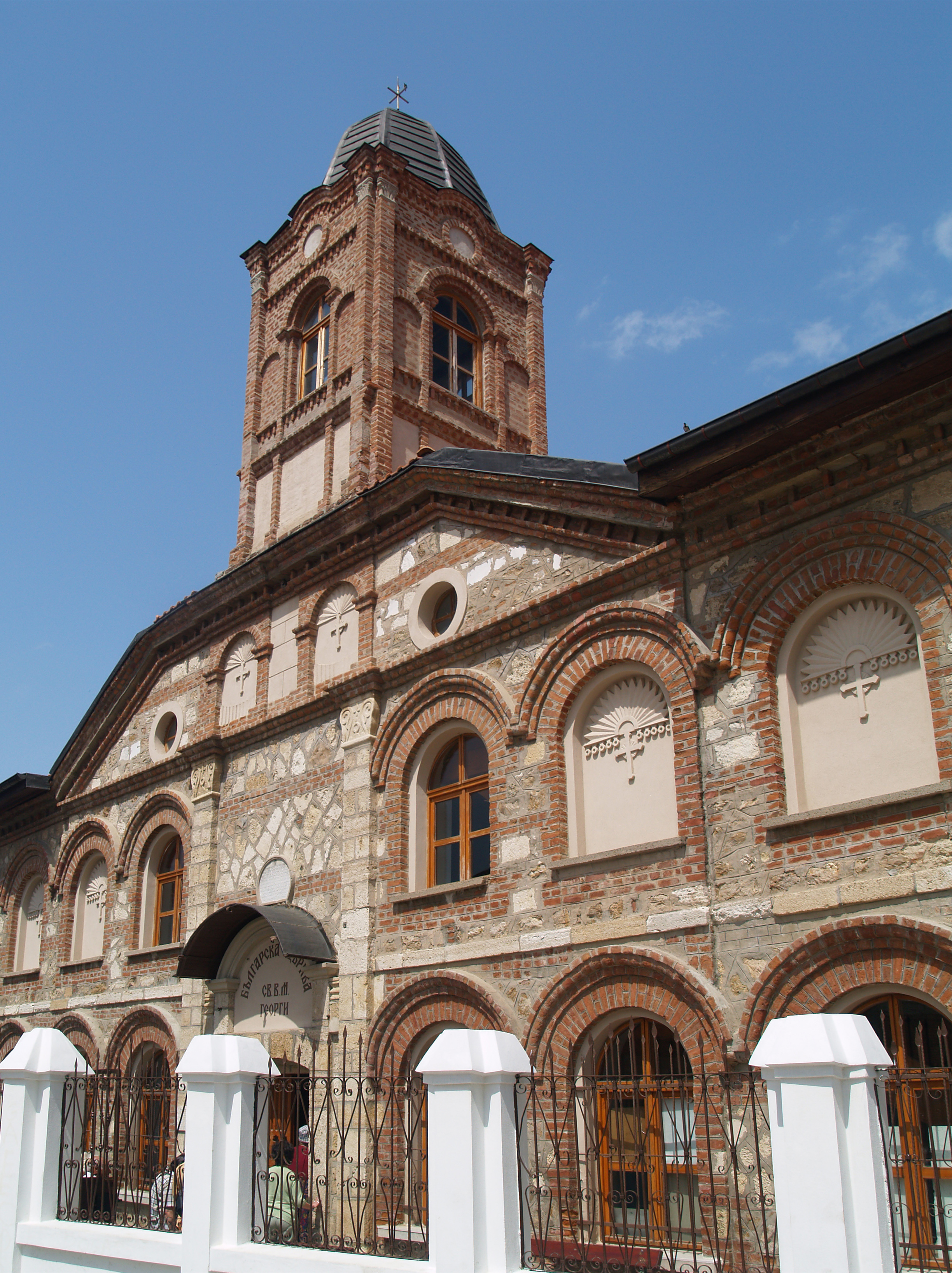
聖ゲオルギオス教会、エディルネ
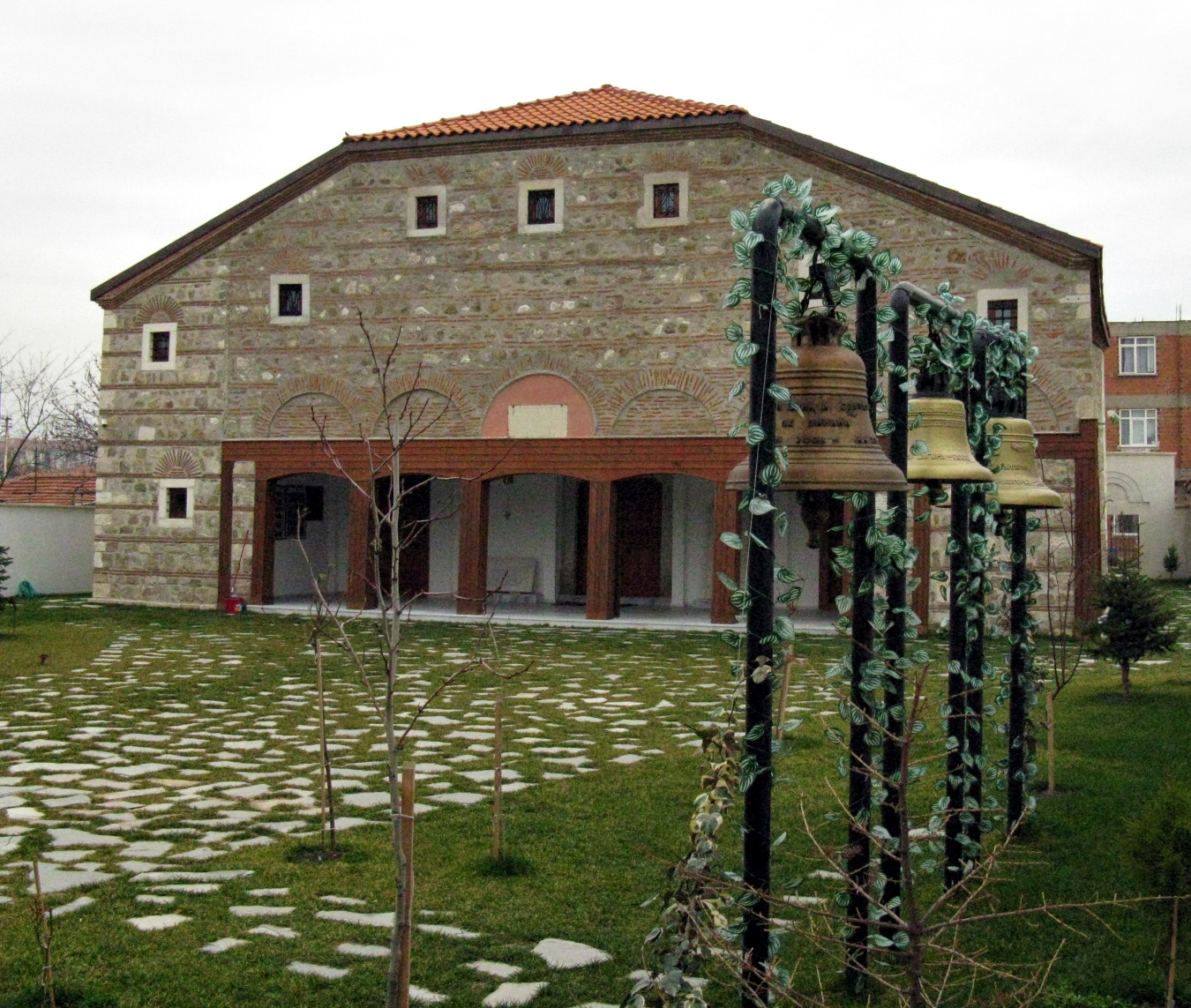
聖コンスタンティンと聖ヘレナ・ブルガリア教会
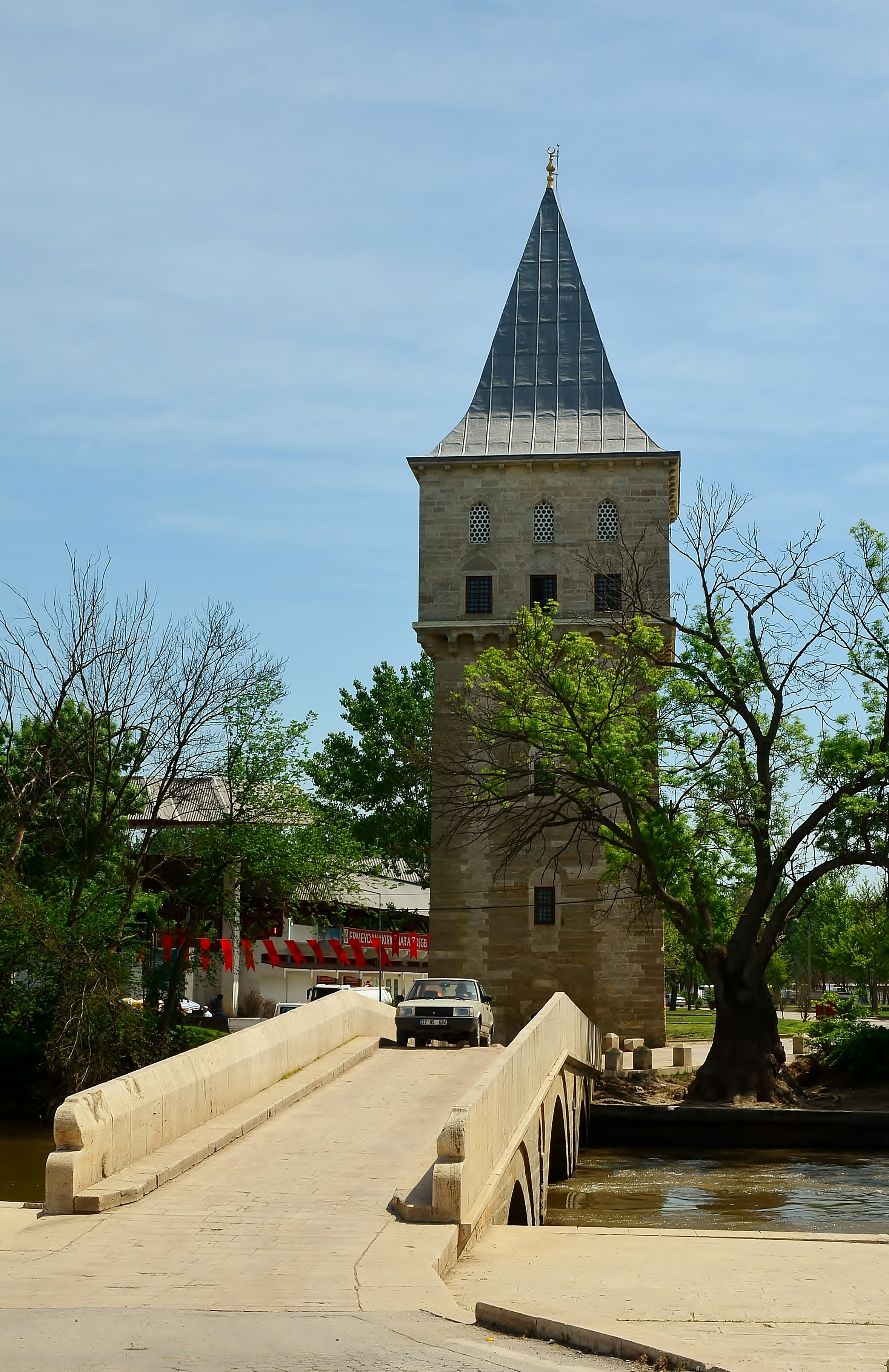
トゥンジャ川にかかるファティ橋、背景にはエディルネ宮殿のカスル・アダレト（正義の館）の塔
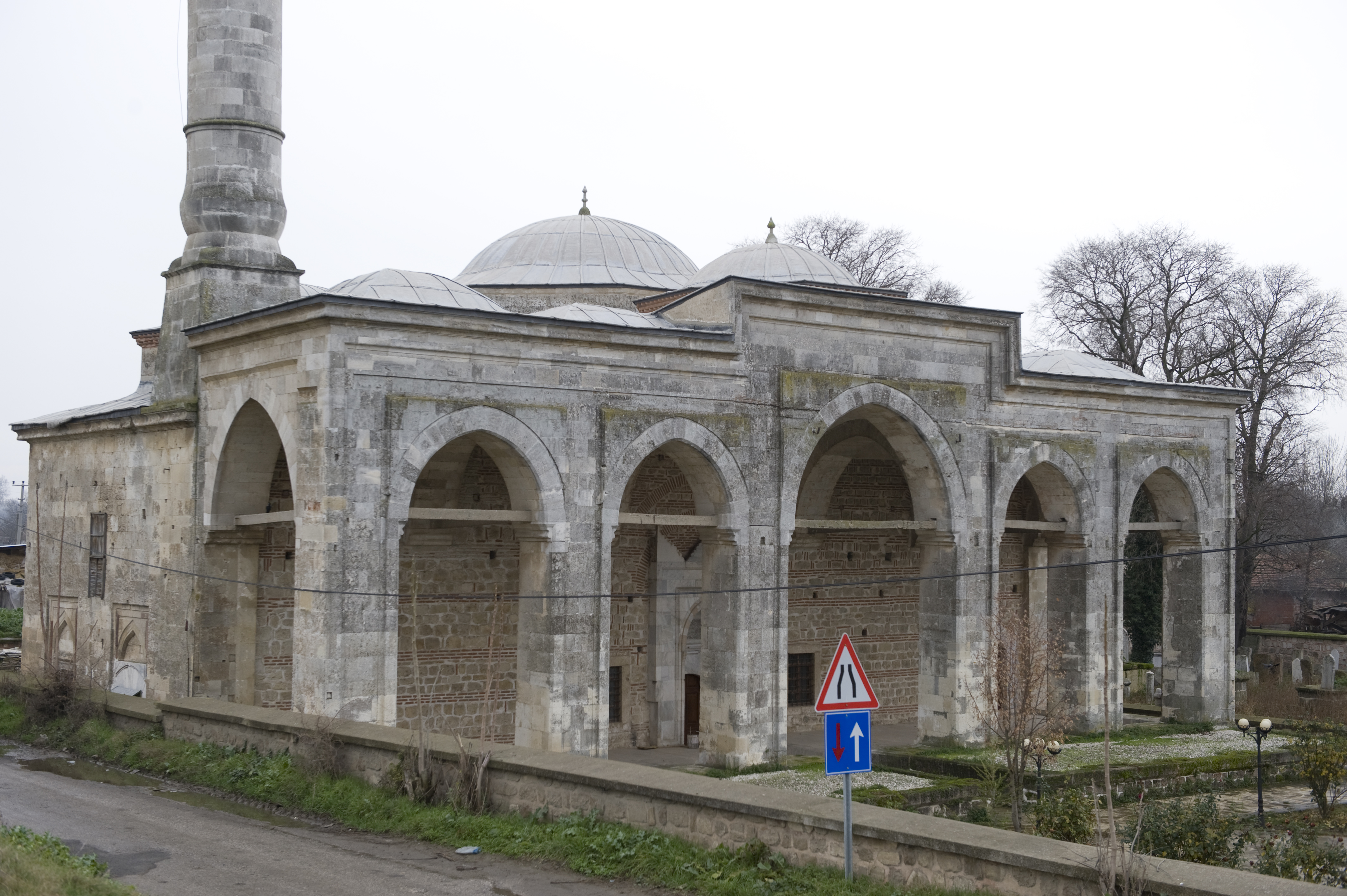
ガーズィ・ミハル・モスク
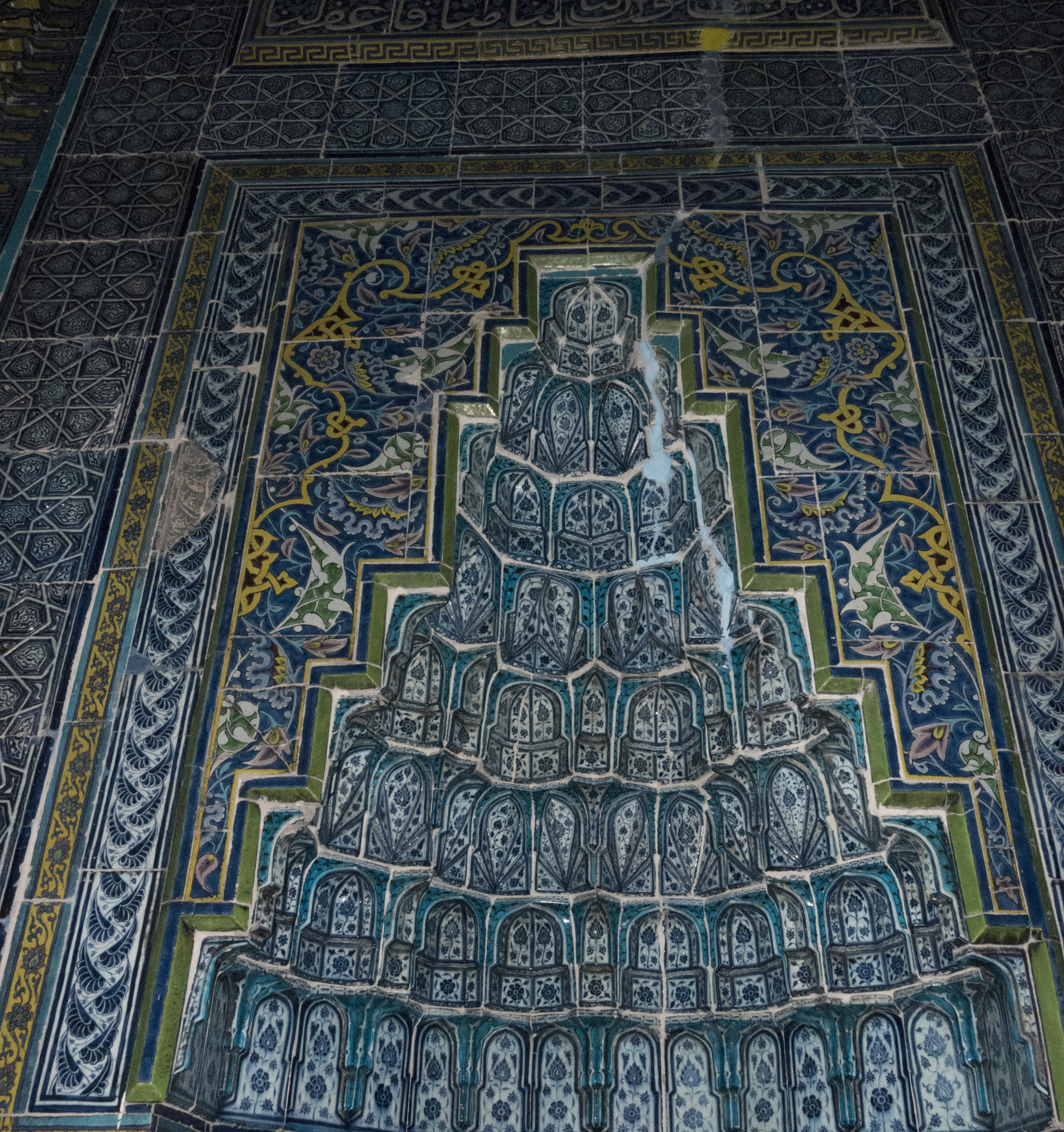
ムラディエ・モスクのミフラーブの一部
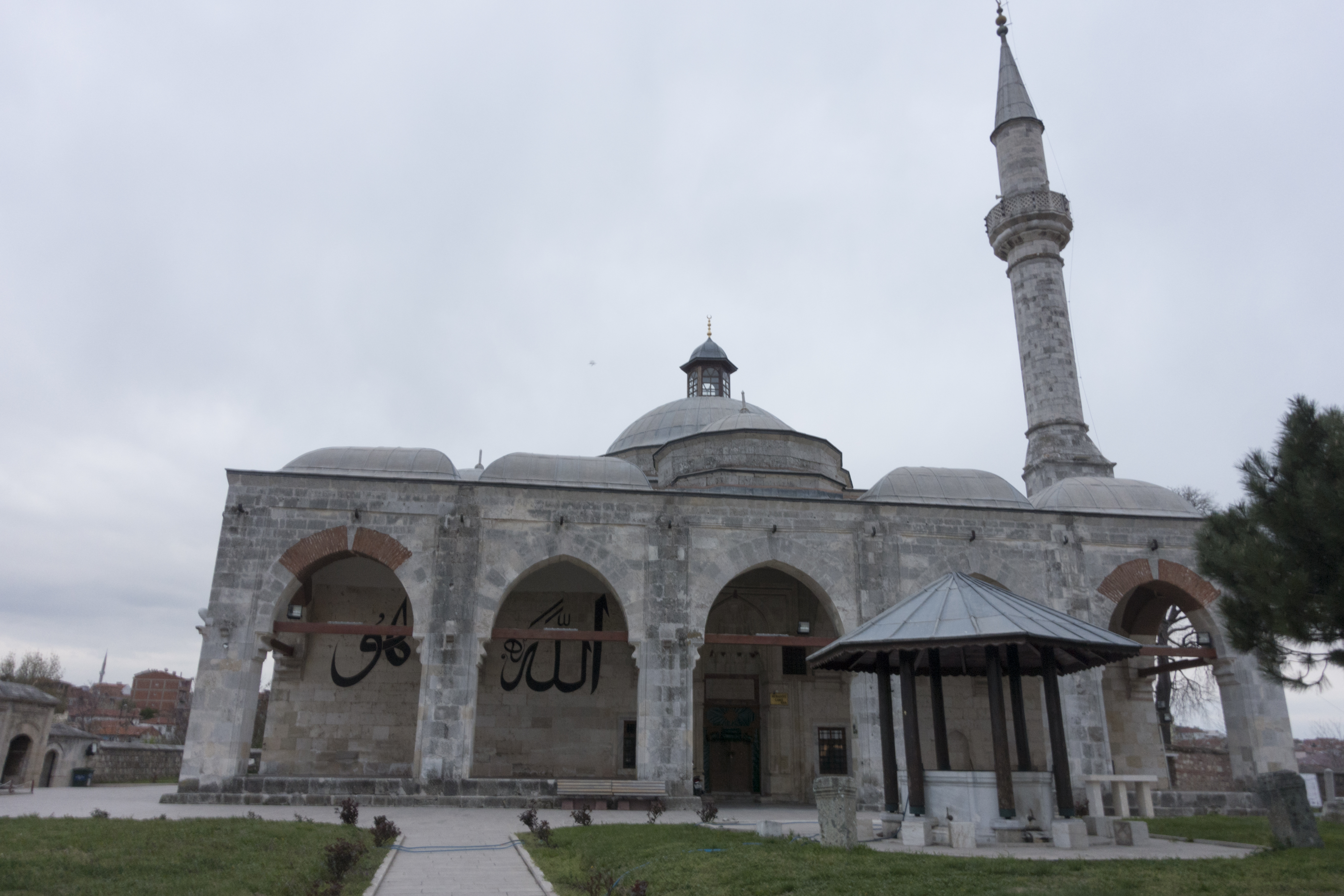
ムラディエ・モスクの正面
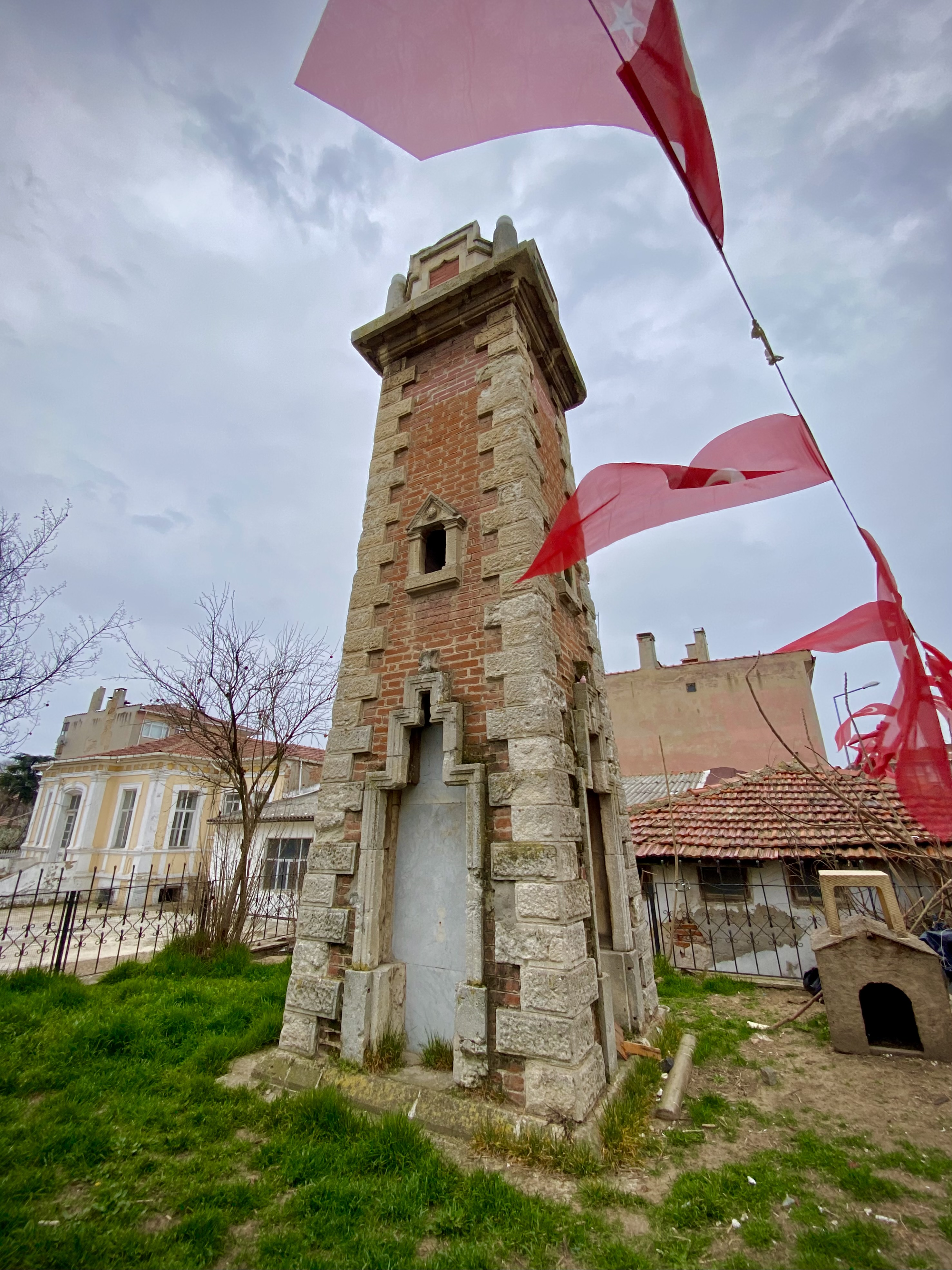
エディルネのマーリフ・ス・テラジシ。
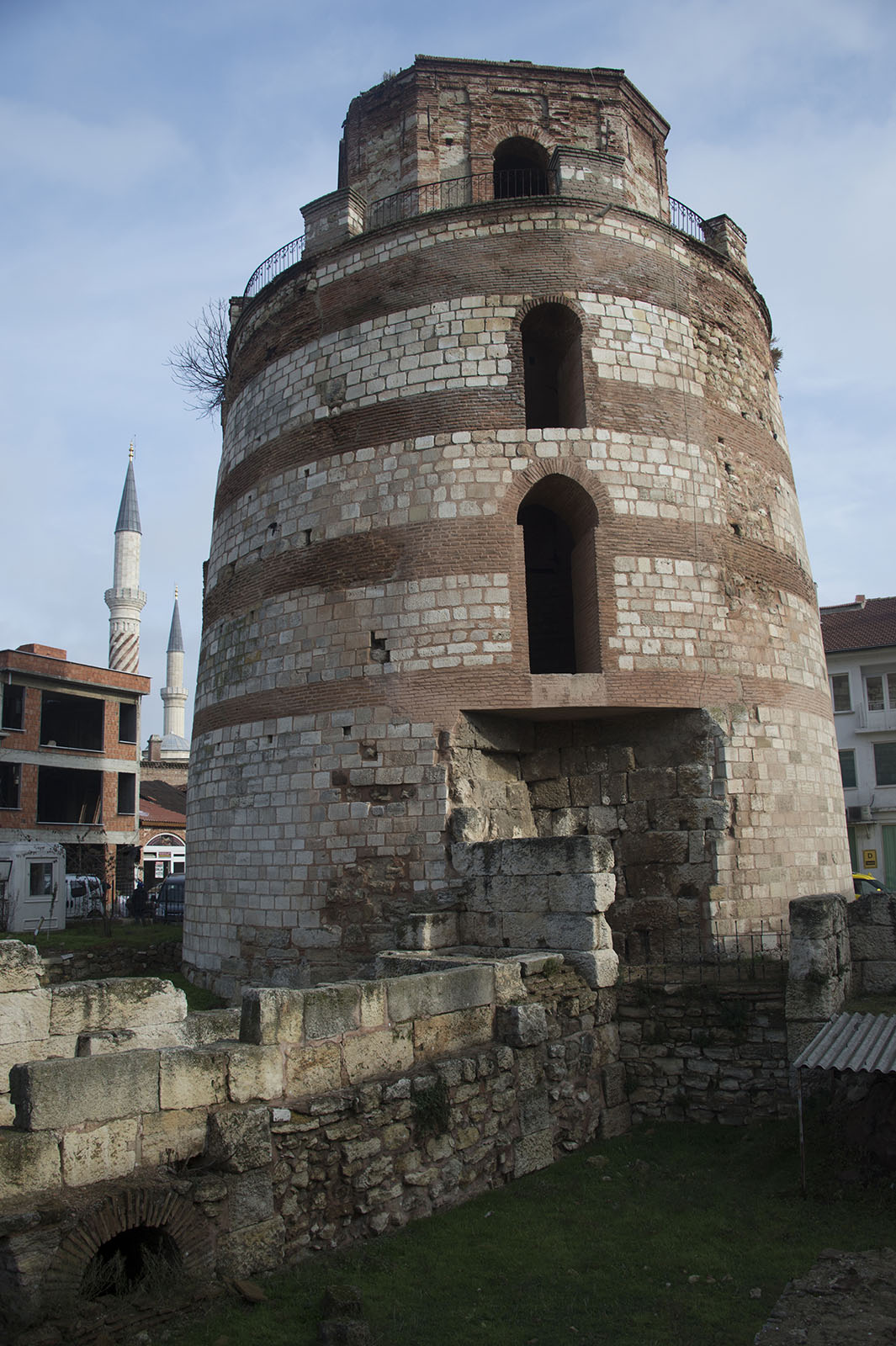
マケドニアの塔、元々は時計塔に改築されたローマ時代の塔で、現在も建っている。
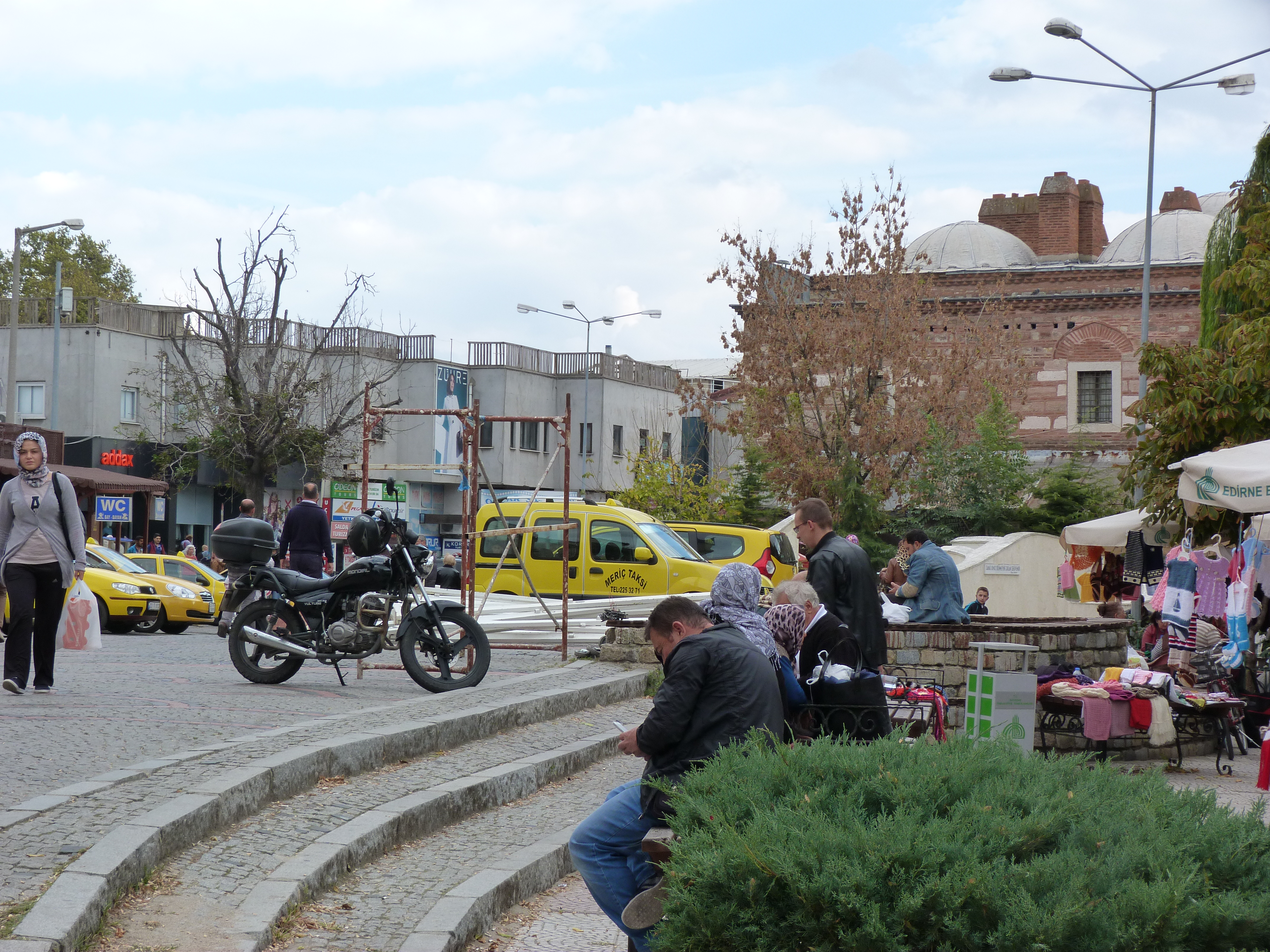
バザール
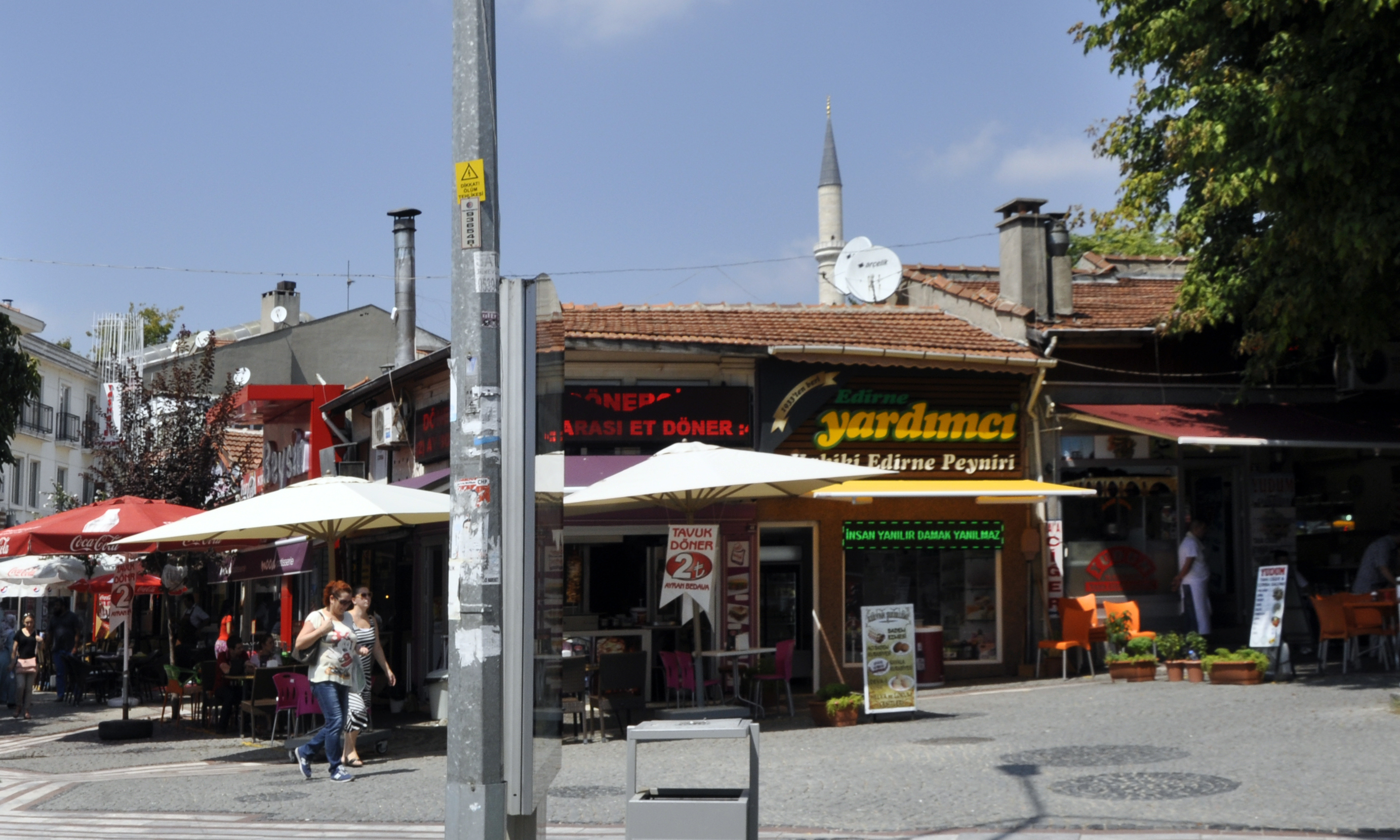
エディルネの地元商店
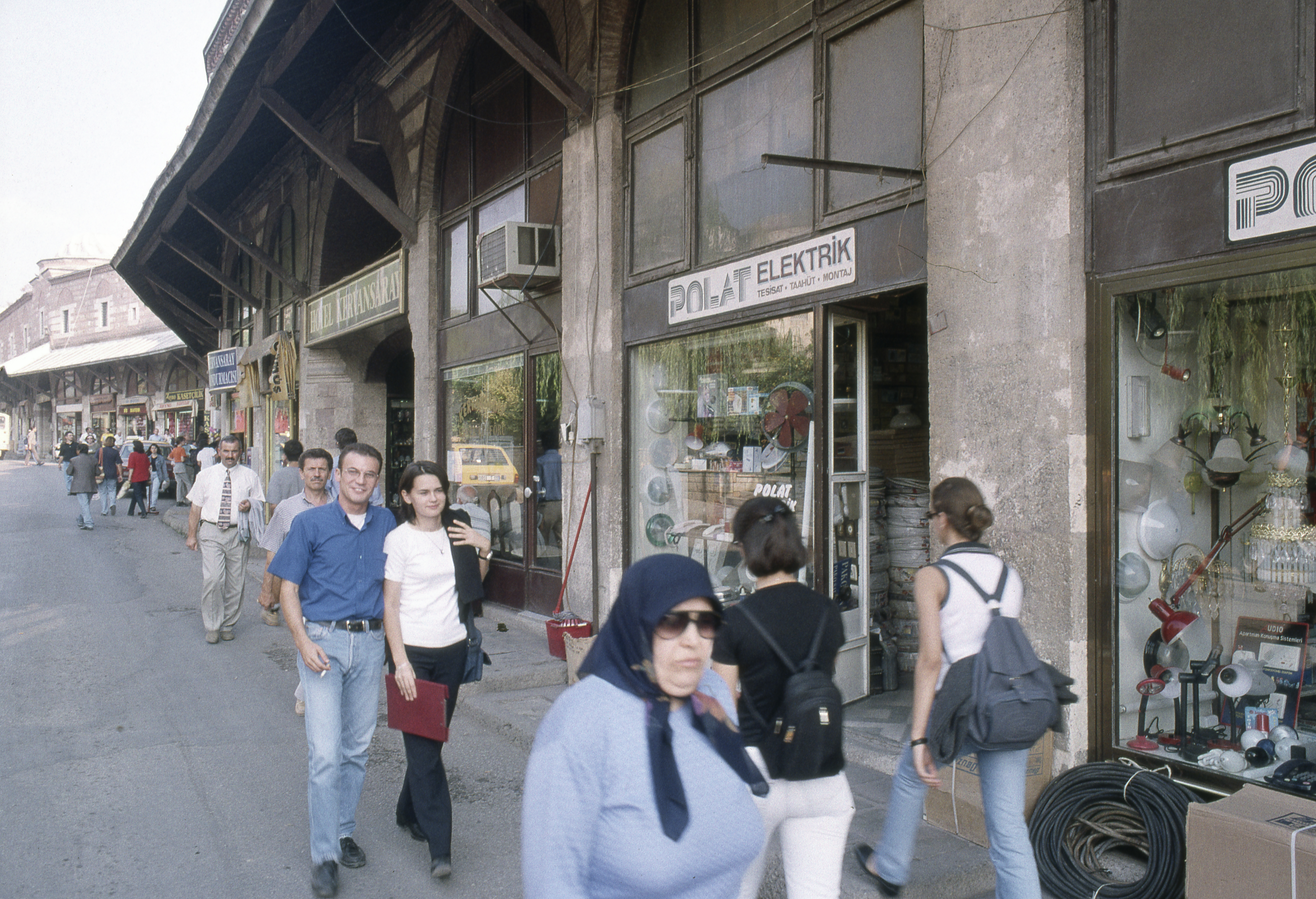
1999年のエディルネの旧市街
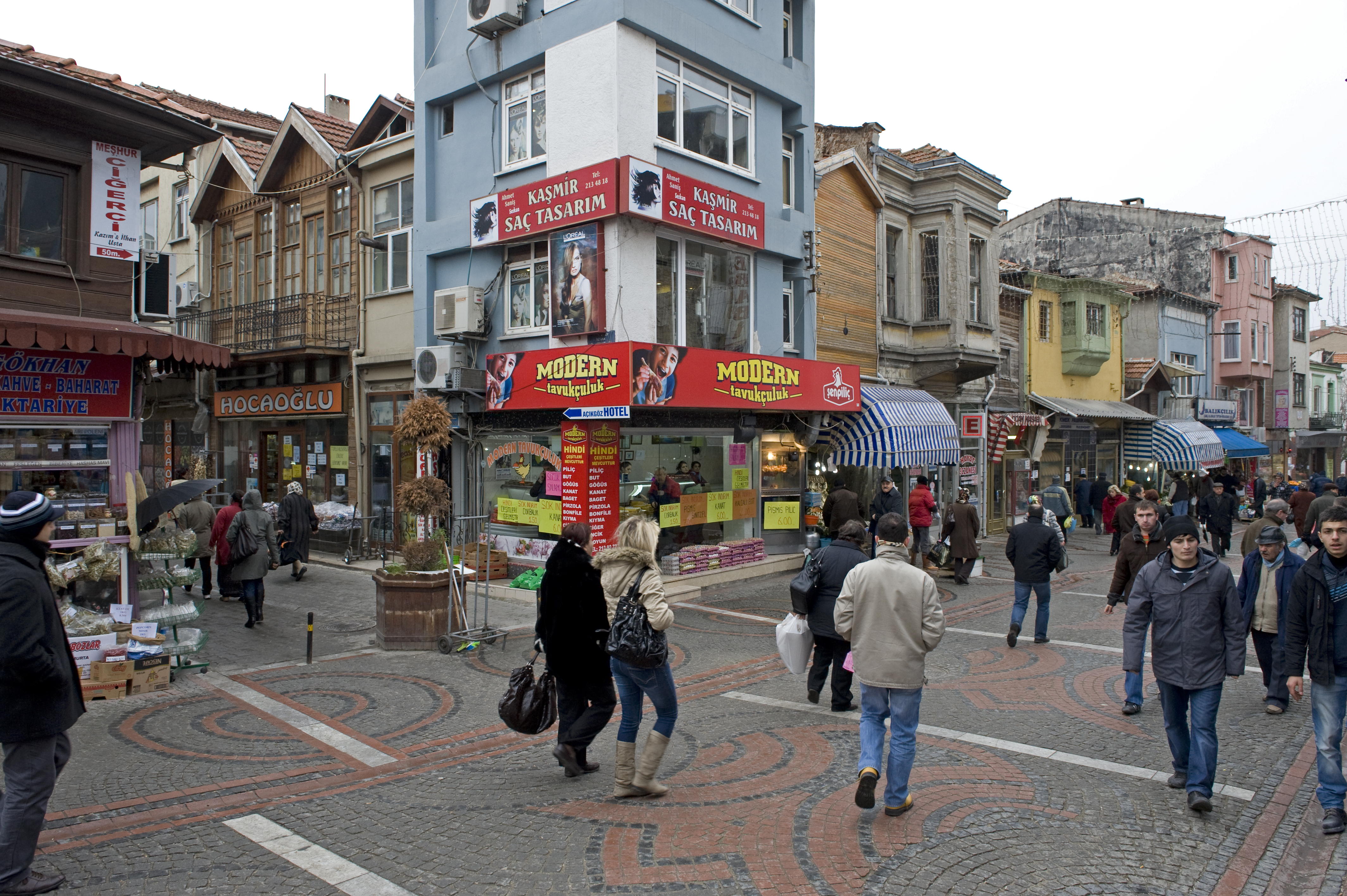
シティセンター

## 姉妹都市
- アレクサンドルポリ、ギリシャ
- アルダハン、トルコ
- バト・ヤム、イスラエル
- イズミット、トルコ
- カルス、トルコ
- レラッハ、ドイツ
- ヤンボル、ブルガリア
- ゲデレー、ハンガリー
- プリズレン、コソボ

## 著名な出身者
スルタン
- バヤズィト1世 (1360年—1403年), オスマン帝国のスルタン（1389年から1402年）
- マフムト1世 (1696年—1754年), オスマン帝国のスルタン（1730年から1754年）
- メフメト2世 (1432年–1481年), コンスタンティノープル（現在のイスタンブール）を征服したオスマン帝国のスルタン
- ムスタファ2世 (1664年–1703年), オスマン帝国のスルタン（1695年から1703年）
- オスマン3世 (1699年—1757年), オスマン帝国のスルタン（1754年から1757年）
- シャヒン・ギレイ (1745年-1787年), クリミア・ハン国最後のハン

歴史上の人物
- カレブ・アフェンドポロ (1430年以前-1499年), カライム派の博学者
- アタナシオス1世 (コンスタンディヌーポリ総主教) (1230年—1310年), コンスタンティノープル総主教
- アタナシオス5世 (エルサレム総主教) (1844年没), ギリシャ正教エルサレム総主教
- ハゴップ・バロニアン (1843年—1891年), オスマン・アルメニアの作家、風刺作家、教育者
- エリア・バシヤジ (1420年頃—1490年), カライム派ユダヤ教のハハム
- テオドロス・ブラナス, ビザンツの将軍
- ニケフォロス・ブリエニオス (エトナルケス), ビザンツの将軍
- アブラハム・ベン・ラファエル・カロ, 18世紀オスマン帝国のラビ
- カルポス・パパドプロス (1790年代-1871年), フィリキ・エテリアのメンバー
- アンティム・イヴィレヤヌ（イベリアのアンティム） (1650年-1716年), グルジア人の神学者、学者、書家、哲学者。エディルネでオスマン帝国により暗殺された。
- テオクリトス・ポリエイディス (1698年-1759年), ギリシャの学者、教師、翻訳家、司祭、修道士
- ディオニシオス5世 (1820年-1891年), コンスタンティノープル総主教
- ジョゼフ・アレヴィ (1827年—1917年), オスマン帝国生まれのユダヤ系フランス人東洋学者、旅行家
- アブドゥルジェリル・レヴニ (1732年没), オスマン帝国の宮廷画家、細密画家
- ネシャティ (?–1674年), オスマン帝国の詩人
- ゲオルギ・ヴァルコヴィチ (1833年—1892年), ブルガリアの医師、外交官、政治家
- イルミセキズ・メフメト・チェレビ (1732年没), オスマン帝国のグルジア人の政治家、大使
- ステファノス・クマヌディス (1818年-1899年), ギリシャの考古学者、大学教授、作家、翻訳家
- カール12世, オスマン帝国亡命中の1713年の大半をこの街で過ごしたスウェーデン王[38]
- バハーウッラー, バハイ信教の創始者で、1863年から1868年までエディルネに居住。オスマン帝国のアッカの流刑地に追放される前にここに追放された。著作の中でアドリアノープルを「神秘の地」と呼んだ。[39]

現代
- ジェム・アドリアン (1980年生), トルコのシンガーソングライター、作家、プロデューサー、映画監督
- シェフケト・スュレイヤ・アイデミル (1897年—1976年), トルコの作家、知識人、経済学者、歴史家
- アトゥライ・ジャネル (1955年生), トルコのサッカー監督
- ジャヴィト・エルデル (1884年—1933年), オスマン軍将校、トルコ陸軍大将
- ヒュスレヴ・ゲレデ (1884年-1962年), オスマンおよびトルコ軍将校、政治家、外交官
- アヴラ・テオドロプロウ (1880年-1963年), ギリシャの音楽家、活動家
- ラグプ・ギュミュシュパラ (1897年-1964年), トルコ軍第11代参謀総長
- アジュン・イルジャル (1969年生), トルコのテレビタレント、プロデューサー
- ハシム・イシュジャン (1898年-1968年), トルコの高校教師、県知事、初代民選イスタンブール市長
- ケマル・ケリンチスィズ (1960年生), トルコの超国家主義者の弁護士
- エズレム・コラット (1984年生), トルコのクラシッククラリネット奏者
- ミハイル・ペトコフ (1850年-1921年), ブルガリアの東方カトリック司祭
- ムハレム・コルハン・ヤマチ (1972年生), パラリンピック、世界、ヨーロッパチャンピオンの障害者スポーツ射撃選手
- ニコス・ザハリアディス (1903年—1973年), ギリシャ共産党書記長